# لاهور
لاهور (‎lɑːˈɦɔːɾ‏، (بالأردية: لاہور)، (بالبنجابية: لہور)‏ هي عاصمة محافظة البنجاب وهي ثاني أكبر مدينة باكستانية حسب عدد السكان بعد كراتشي والسادسة والعشرين بين مدن العالم. هي واحدة من أغنى مدن باكستان حيث يقدّر ناتجها المحلي الإجمالي (تعادل القدرة الشرائية) 84 مليار دولار. وهي أكبر مدينة في منطقة البنجاب والمركز الثقافي التاريخي لها، وهي واحدة من أكثر مدن باكستان ليبرالية اجتماعية وتقدمية وعالمية.
حكمت المدينة العديد من الإمبراطوريات طوال تاريخها، منهم هندو شاهي والغزنويون والغوريين وسلطنة دلهي وسلطنة مغول الهند التي وصلت في ظل عهدهم مدينة لاهور إلى ذروة رونقها بين أواخر القرن السادس عشر وأوائل القرن الثامن عشر، وكانت عاصمة السلطنة لسنوات عديدة. استولت قوات نادر شاه الأفشاري على المدينة عام 1739، ثم سقطت بعدها المدينة في فترة من الاضمحلال أثناء التنازع بين الأفغان والسيخ. أصبحت لاهور في النهاية عاصمة إمبراطورية السيخ في أوائل القرن التاسع عشر. ثم ضُمّت لاهور إلى الإمبراطورية البريطانية، وأصبحت عاصمة البنجاب البريطانية. كانت المدينة موقع إعلان استقلال الهند والدعوة إلى قيام باكستان. وشهدت واحدة أسوأ أعمال الشغب خلال فترة التقسيم التي سبقت استقلال باكستان. بعد نجاح الحركة الباكستانية وبعد تقسيم الهند في عام 1947، أصبحت لاهور عاصمة مقاطعة البنجاب الباكستانية.
للمدينة نفوذ ثقافي قوي في باكستان. وقد كانت مدينة الأدب في 2019 وهي المركز الرئيسي للطباعة والنشر في باكستان ومركز الأدب الباكستاني. المدينة أيضًا مركزًا رئيسيًا للتعليم في باكستان، حيث يوجد بها بعض الجامعات الباكستانية الرائدة. والمدينة موطن صناعة السينما الباكستانية لوللوود، وأحد مراكز موسيقي القوالي. تستقطب المدينة أيضًا أعداد كبيرة من السياح القادمين إلى باكستان.

## التاريخ
لا توجد رواية واضحة حول تأسيس مدينة لاهور، سبب هذا الجهل ببدايتها في ظهور العديد من النظريات المختلفة حول تأسيسها. تقول الأسطورة الهندوسية أن كينيكسين مؤسس السلالة الشمسية هاجر من المدينة. لم يذكر مؤرخو عصر الإسكندر الأكبر أي مستوطنة قريبة من موقع لاهور أثناء غزوه للهند عام 326 قبل الميلاد، مما يشير أن المدينة أسست بعد غزوه أو أنها كانت غير مهمة ليذكرها المؤرخون.
ذكر بطليموس في جغرافيته مدينة تسمى لابوكلا تقع بالقرب من نهري تشيناب ورافي، وهي ربما لاهور القديمة أو مستوطنة سابقة في موقع المدينة. وصف الرحالة الصيني تشيونتسانغ مدينة كبيرة ومزدهرة عندما زار المنطقة في عام 630 م، لكنه لم يذكر اسمها ويرجح أنها كانت لاهور.
أول ذكر للمدينة باسمها كان في حدود العالم التي كتبت في عام 982 م، ذكر عن المدينة أن بها «معابد رائعة وأسواق كبيرة وبساتين ضخمة».
اشتهرت لاهور بعدما استقر بها الصوفي علي الهجويري في القرن الحادي عشر. يبدو أن لاهور قبل أن يفتحها السلطان محمود الغزنوي كانت عاصمة البنجاب في عهد راجا أناندابالا إمبراطورية أودي شاهي والذي نقل عاصمته إلى هناك من وايهند.

### العصر الإسلامي المبكر

#### الدولة الغزنوية

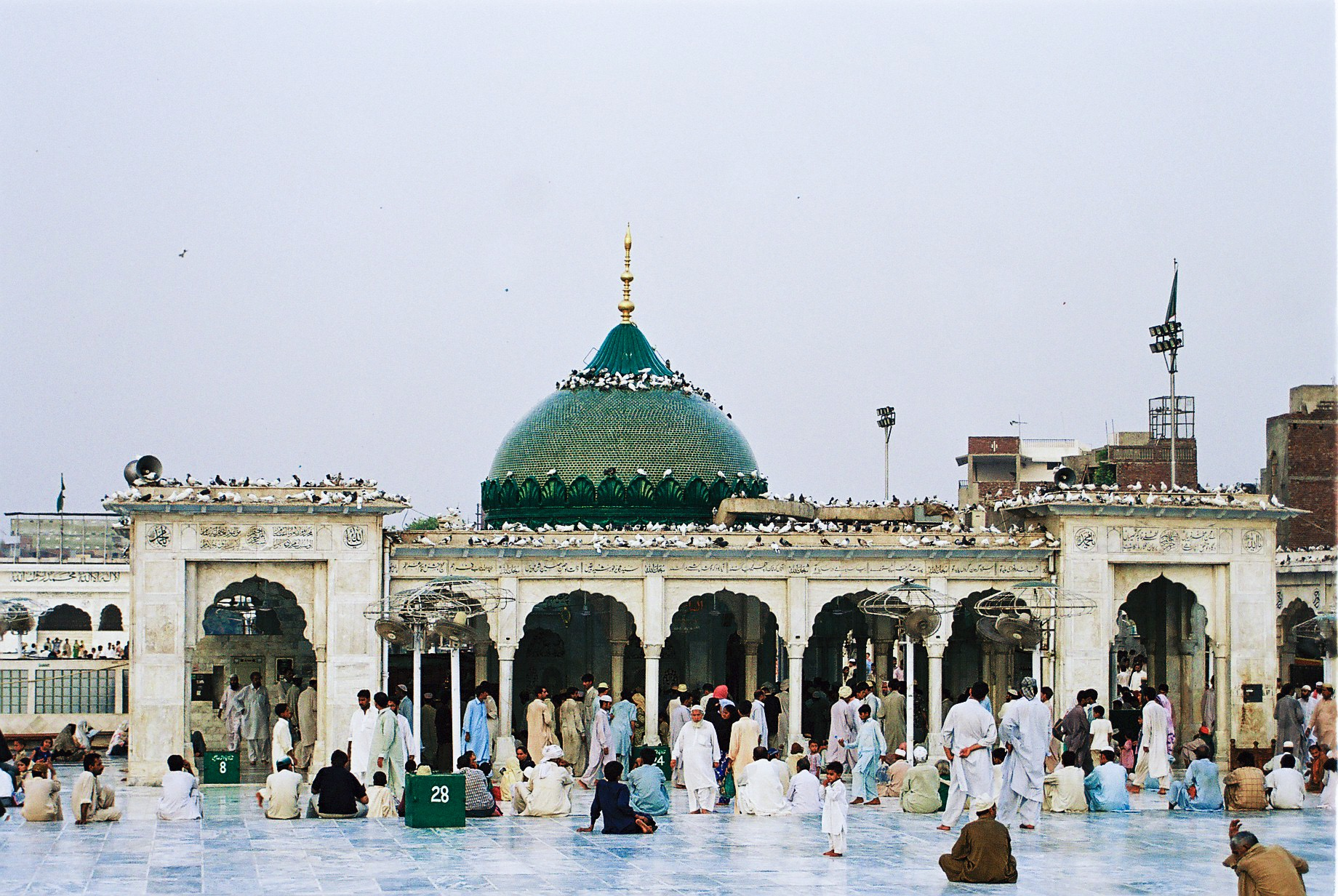
يعد ضريح داتا داربار أحد أهم الأضرحة في باكستان، وهو مبني للصوفي علي الهجويري الذي عاش في المدينة خلال القرن الحادي عشر.

غزا السلطان محمود الغزنوني لاهور بين عامي 1020 و1027 وضمها لدولته. استولت قوات المتمرد نيالتجين على المدينة في عام 1034، غبر أن حاكمها مالك أياز طرده منها عام 1036. إعمار المدينة بعد الأضرار التي لحقت بها جرّاء الغزو الغزنوي، وساهم في إعادة توطين سكانها بدعم من السلطان ظهير الدولة أبراهيم بن مسعود. بنى مالك أسوارًا للمدينة وحصن حجري في فترة 1037-1040. حاصر اتحاد من الأمراء الهندوس لاهور في عامي 1043-1044 لكن استطاع أياز صده. أصبحت المدينة في ذلك العصر مركزًا ثقافيًا وعُرفت الشعر والشعراء.
أصبحت لاهور العاصمة الشرقية للدولة الغزنوية في عهد خسرو شاه عام 1152. أصبحت العاصمة الوحيدة للدولة بعد سقوط غزنة عام 1163. ويُعتقد أن مدينة لاهور الغزنوية كانت تقع في المنطقة الواقعة غرب بازار شاه علمي الحديث وشمال بوابة بهاتي.

#### مماليك الهند
دخل محمد الغوري المدينة عام 1186 بعد حصارها مدة من الزمن، وقبض على آخر حاكم غزنوي لها خسرو مالك، وانهى الحكم الغزنوي للاهور. أصبحت لاهور مدينة مهمة في سلطنة دلهي التي حكمها مماليك الهند الذي خلفوا الدولة الغورية. جذبت المدينة مزيدًا من الشعراء والعلماء في عهد السلطان المملوكي قطب الدين أيبك. وقتها كانت لاهور مركز الشعر الفارسي وكان فيها شعراء بالفارسية أكثر من أي مدينة أخرى. سيطر حاكم الملتان ناصر الدين قباجة على المدينة بعد وفاة قطب الدين، ثم سيطر عليها سلطان دلهي شمس الدين التتمش في عام 1217.
استولى السلطان الخوارزمي جلال الدين منكبرتي على لاهور في عام 1223 بعد فراره من غزو المغول لمملكته. ثم فر جلال الدين من لاهور إلى مدينة أوتش بعد أن استعاد جيش ألمتش السيطرة على لاهور في عام 1228. أصبحت دلهي أكثر أهمية من لاهور في هذه الفترة بسبب تهديد المغول وعدم الاستقرار السياسي بالمدينة، وإن كانت لاهور غدت مركزًا للثقافة الإسلامية في شمال شرق البنجاب.
ضعف الحكم المركزي لسلطنة دلهي على لاهور تدريجيًا، حتى استقلت فعليًا بقيادة كبير خان أياز. دخل المغول لاهور في عام 1241 ونهبوا المدينة، وفر حاكم لاهور مالك اختيار الدين قراقوش منهم، استمر الحكم المغولي لها بضع سنوات تحت حكم وانج خان.
استعاد السلطان غياث الدين بلبن ألغ خان لاهور في عام 1269، ثم اجتاح المغول بقيادة تيمور خان شمال البنجاب مرة أخرى في عام 1287. أصبحت لاهور مدينة حدودية بسبب الغزوات المغولية المتكررة ونقلت إدارة البنجاب منها إلى ديبالبور الواقعة في الجنوب. حاول المغول غزوا شمال البنجاب مرة أخرى في عام 1298، لكن صد تقدمهم أولوغ خان شقيق السلطان علاء الدين الخلجي. هاجم المغول لاهور مرة أخرى في عام 1305.

#### سلالة تغلق
ازدهرت مدينة لاهور مرة أخرى في عهد غياث الدين تغلق، نهب تارماشيرين من خانية جغتاي في آسيا الوسطى المدينة في 1329 ثم نهبها القائد المغولي هولجو. استولى الخوخاريون على لاهور في عام 1342، لكنها لم تلبث في أيديهم حتى استعادها محمد تغلق. اضمحلت مكانة المدينة بسبب هذا الدمار، واستولى عليها الخوخاريين مرة أخرى في عام 1394. استطاع القائد المغولي تيمورلنك أخذ المدينة من يد الخوخاريين في عام 1398، لكنه لم ينهبها لأن لم تعد مدينة ثرية ذات شأن.

#### حكم السلطنة المتأخر

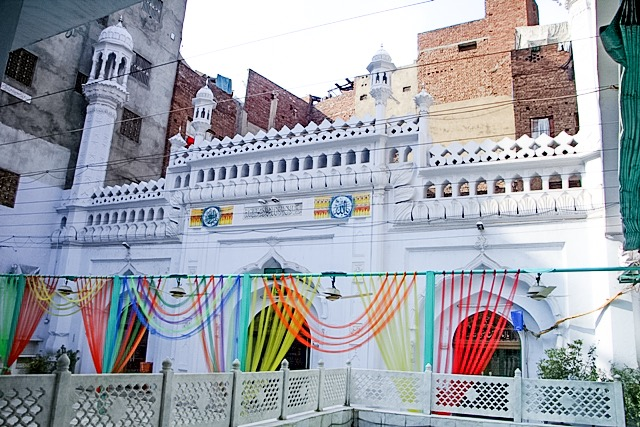
مسجد نيفين أحد المباني القليلة المتبقية من العصور الوسطى في لاهور.

عين تيمورلنك خضر خان حاكم الملتان حاكم منطقة لاهور، أسس خضر خان فيما بعد بنو السيد في عام 1414 وهي السلالة الرابعة في حكم سلطنة دلهي. حاصر مالك جسرت المدينة مرتين في عهد مبارك شاه وكانت أطولها في 1431-1432. منح بنو السيد المدينة إلى بهلول اللودهي في عام 1441 لمحاربة مالك جسرت، قام اللودي فيما بعد بإزاحة بنو السيد من حكم دلهي في عام 1451.
نصب بهلول لودي ابن عمه تتار خان حاكمًا للمدينة، وبعدما قتل في معركة مع سكندر لودي عام 1485. أصبح عمر خان سرواني حاكم المدينة ثم منح حكمها لابنه سعيد خان سرواني. عزل سكندر اللودهي سعيد خان من السلطة في عام 1500 وحكم المدينة دولت خان لودي نجل تتار خان.

### المغول

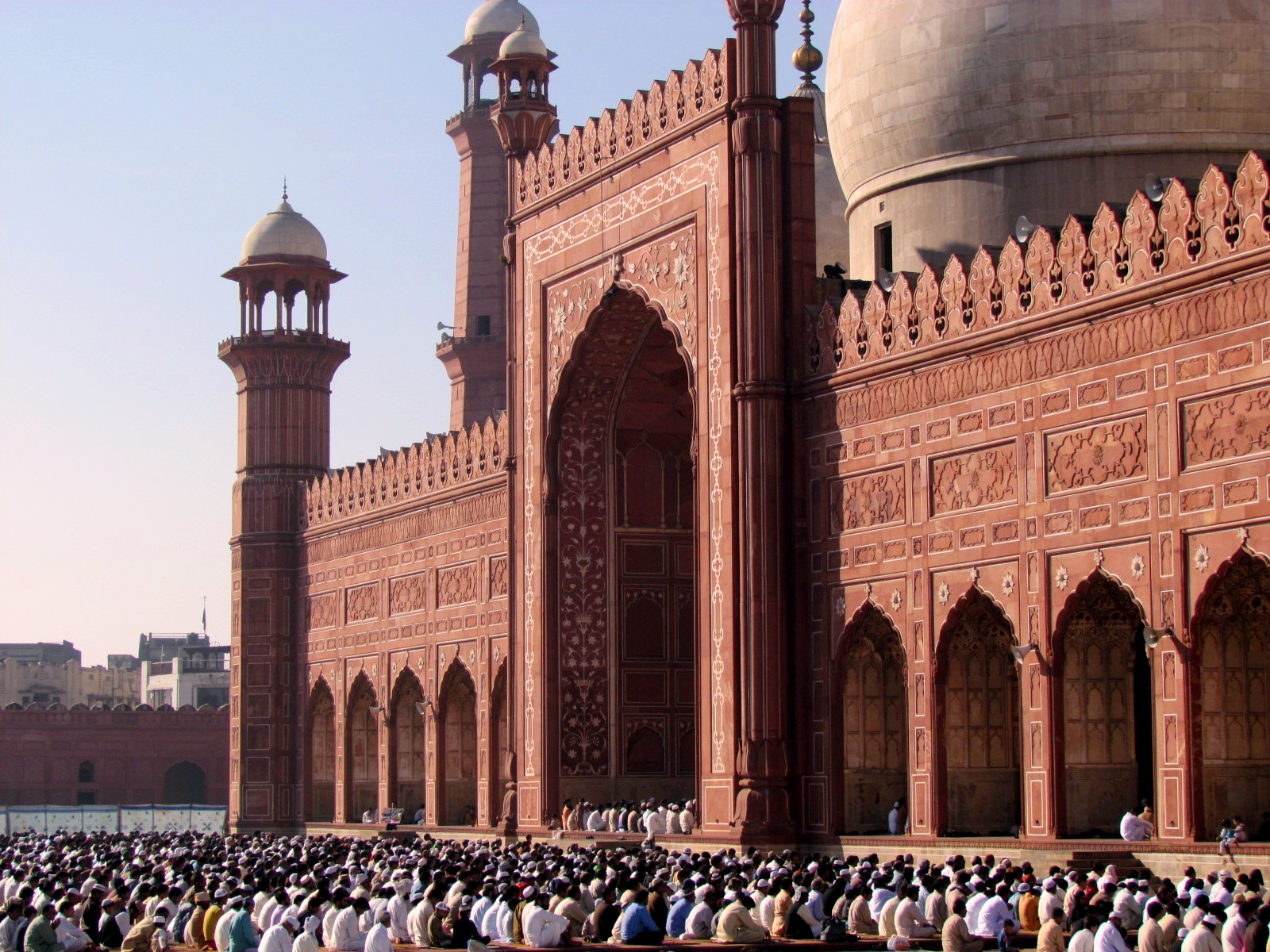
مسجد بادشاهي
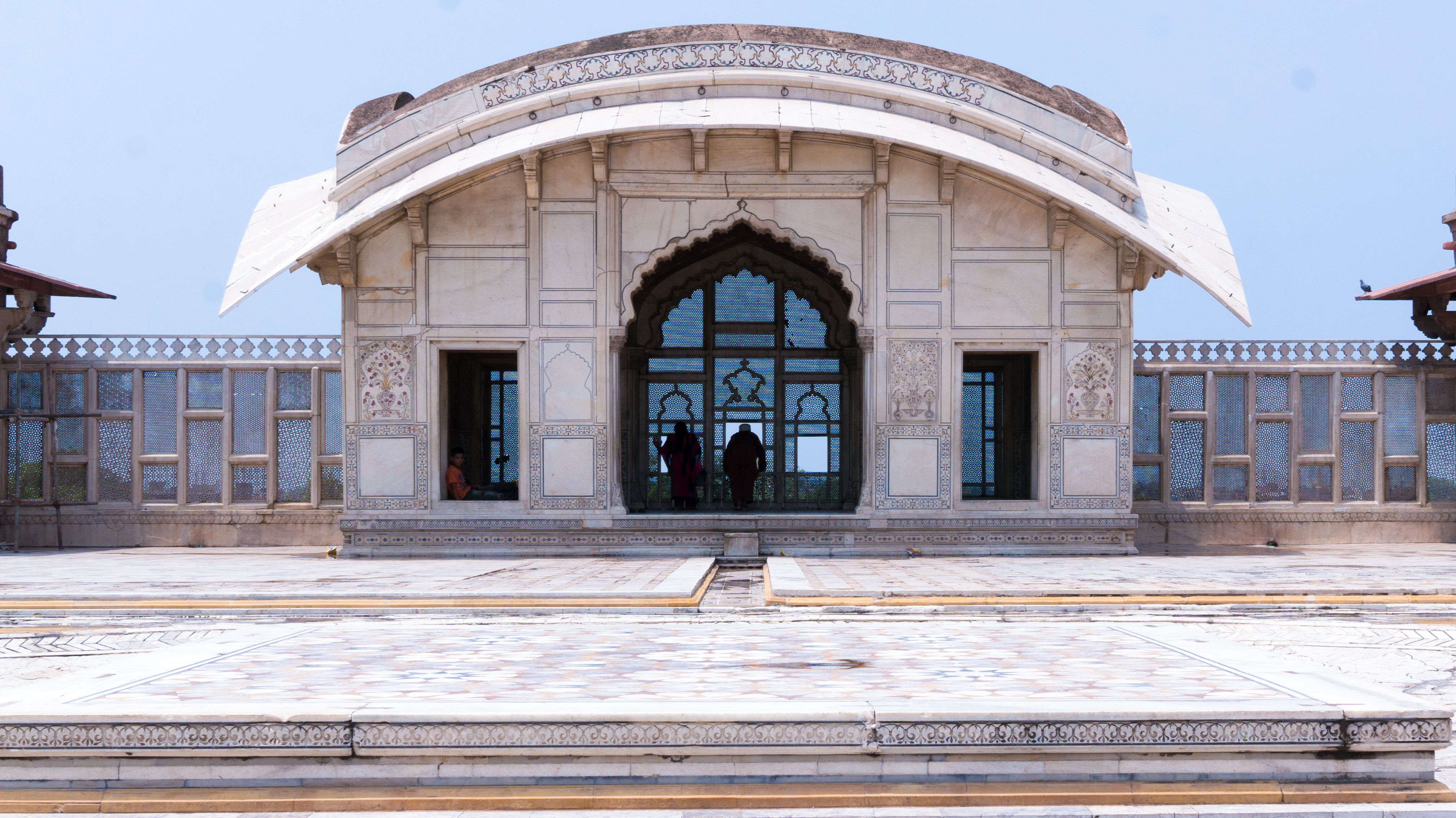
حصن لاهور
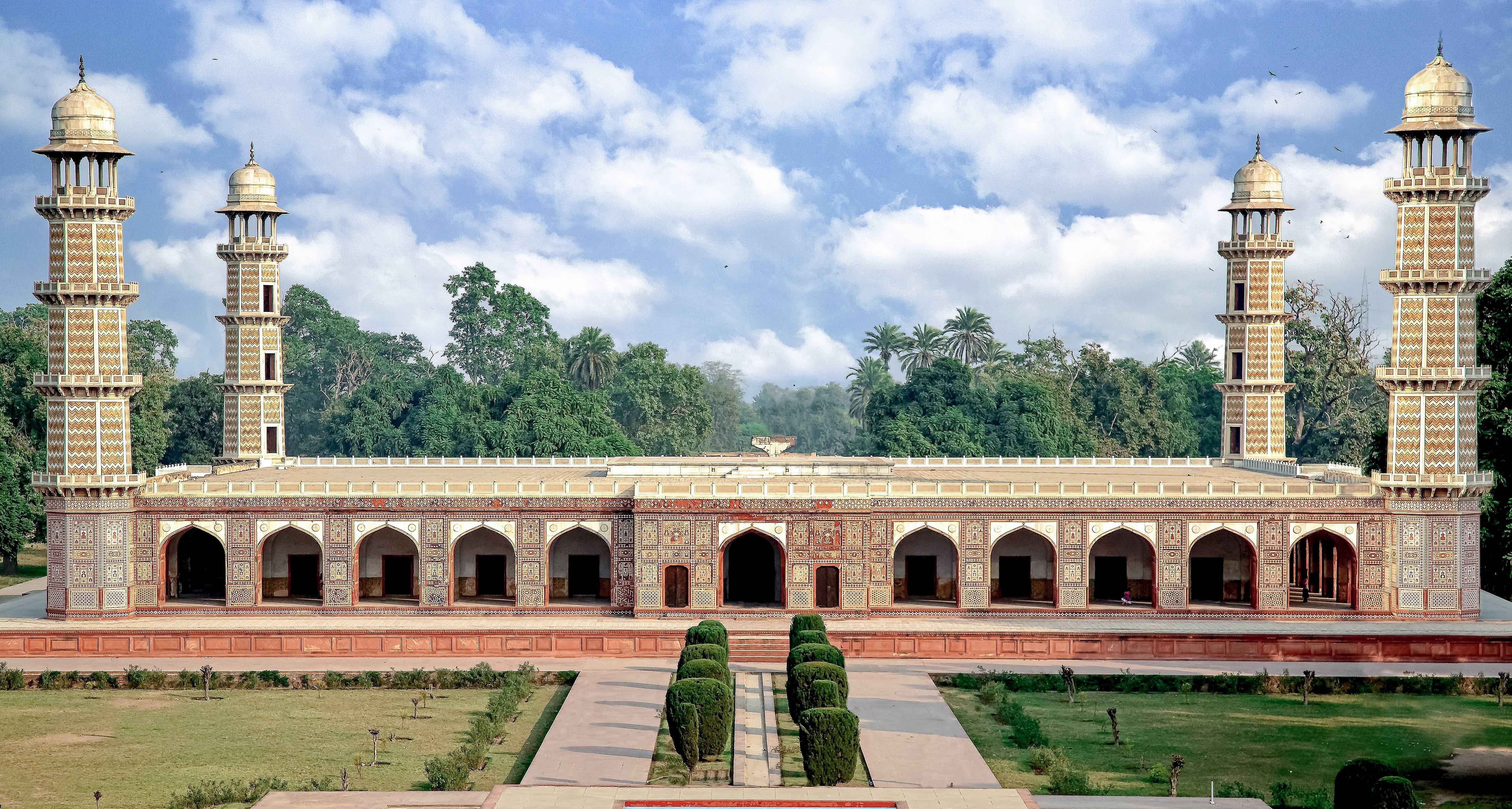
مقبرة جهانكير
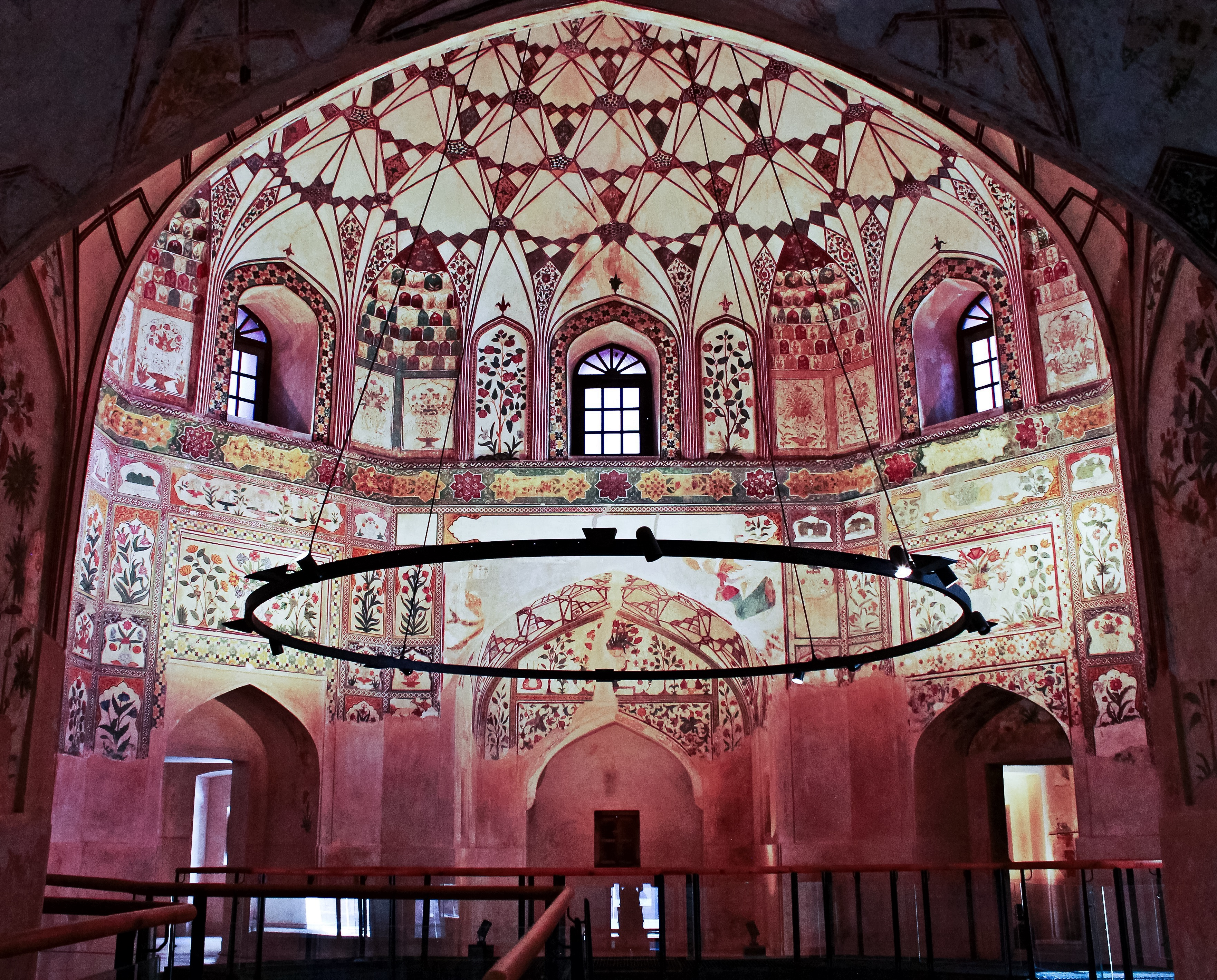
حمام شاهي
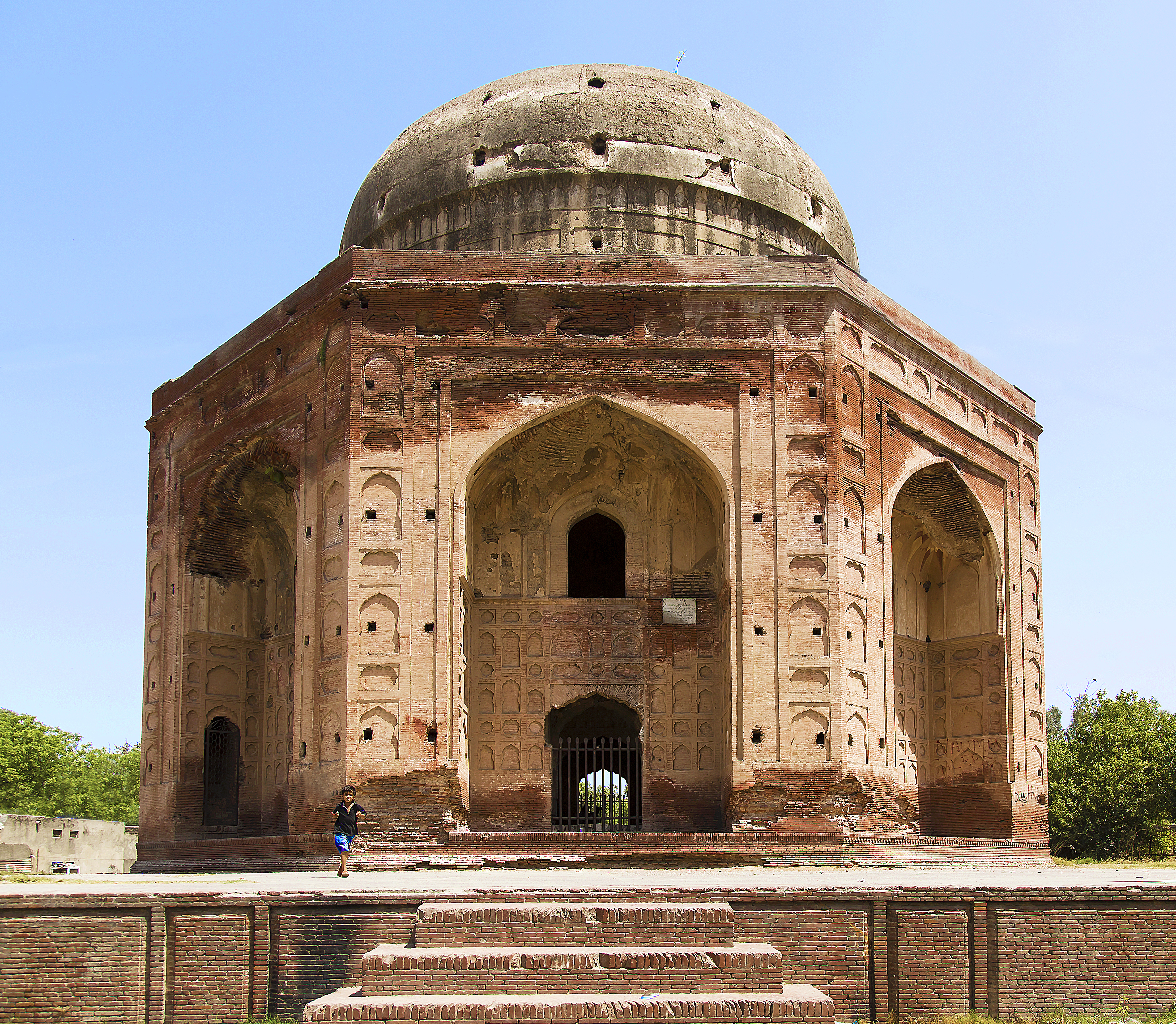
Tomb of Khan-e-Jahan Bahadur Kokaltash

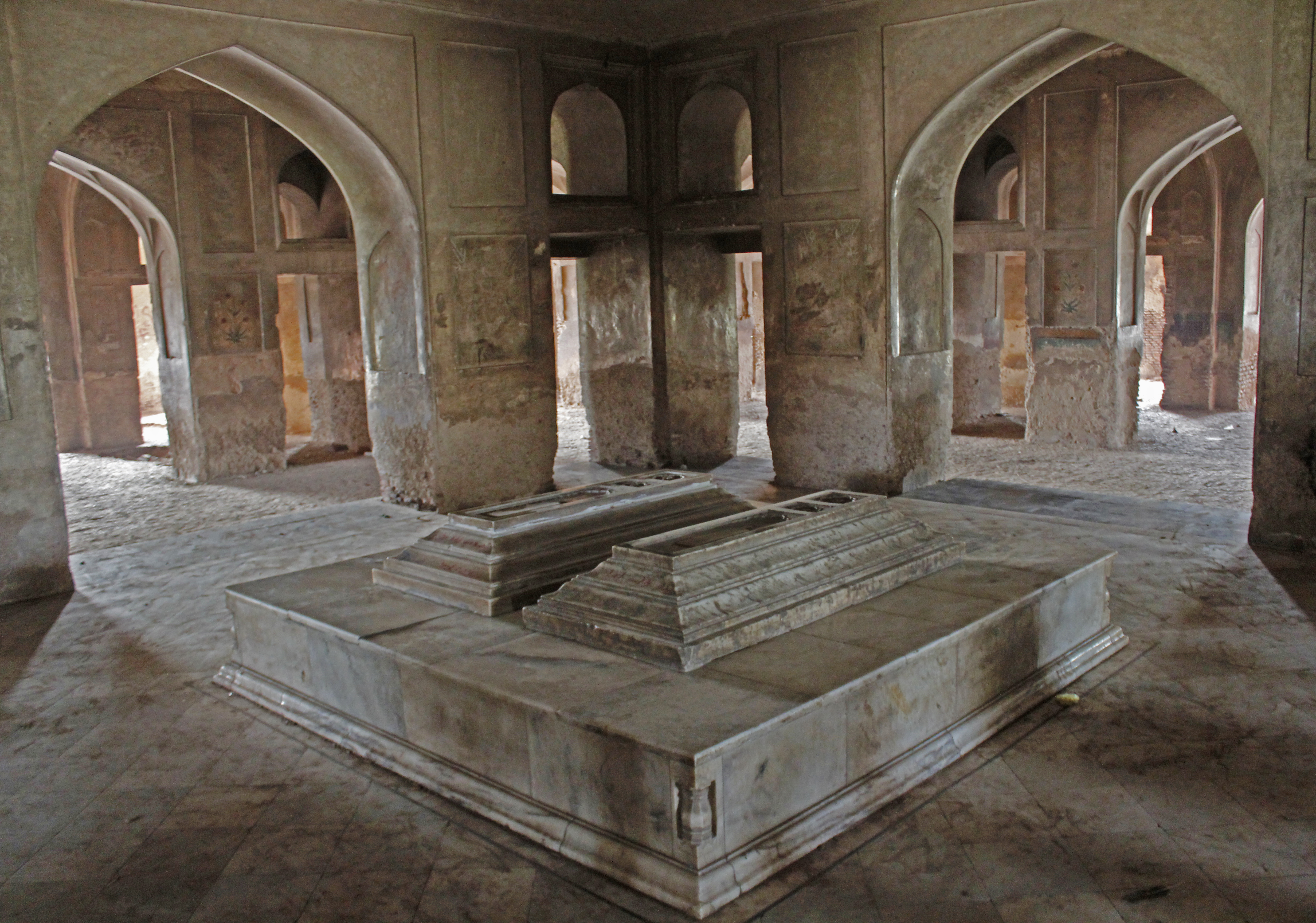
شريح نور جهان

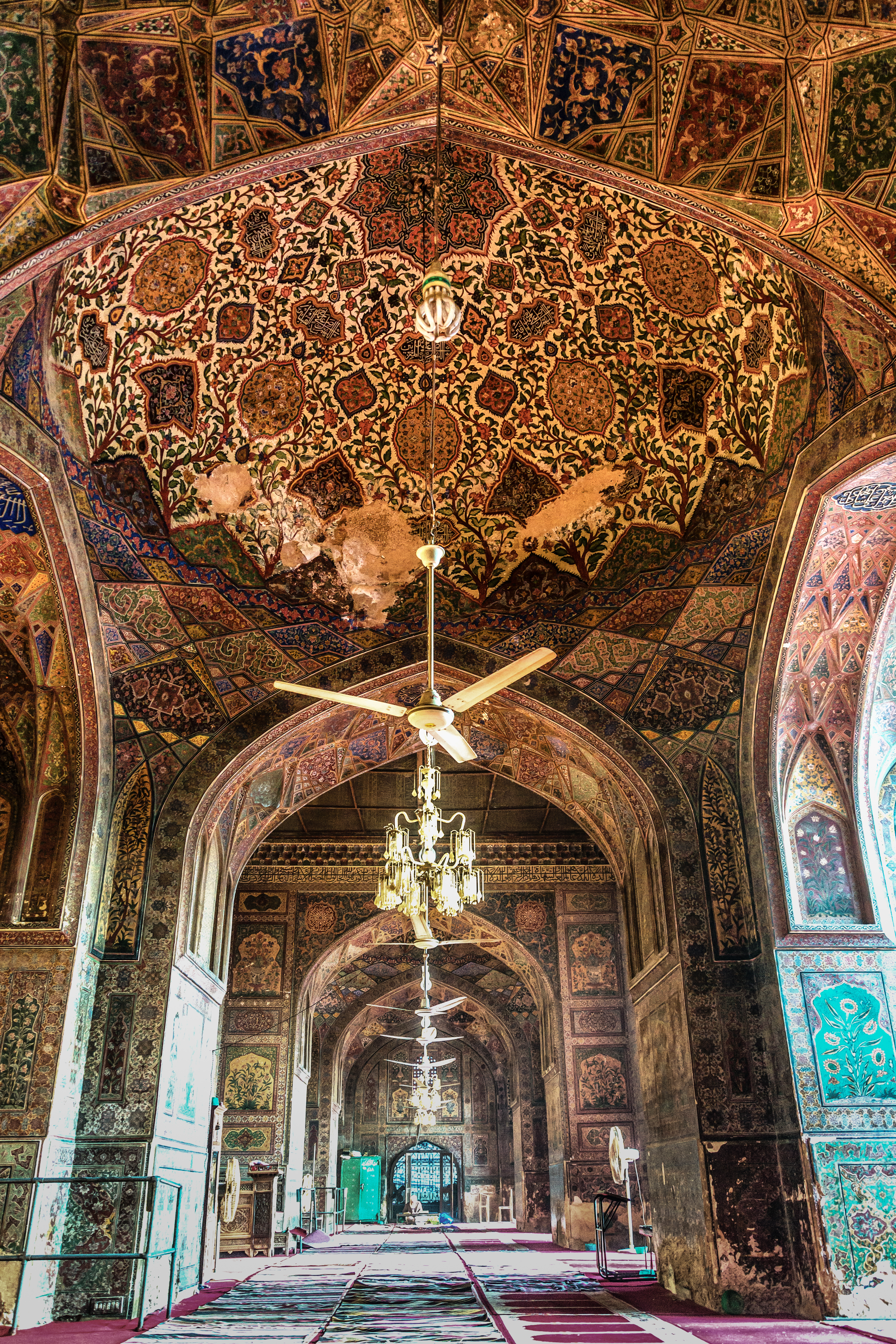
مسجد وزير خان أكثر مسجد لاهور العائدة للعصر المغولي زخرفة.

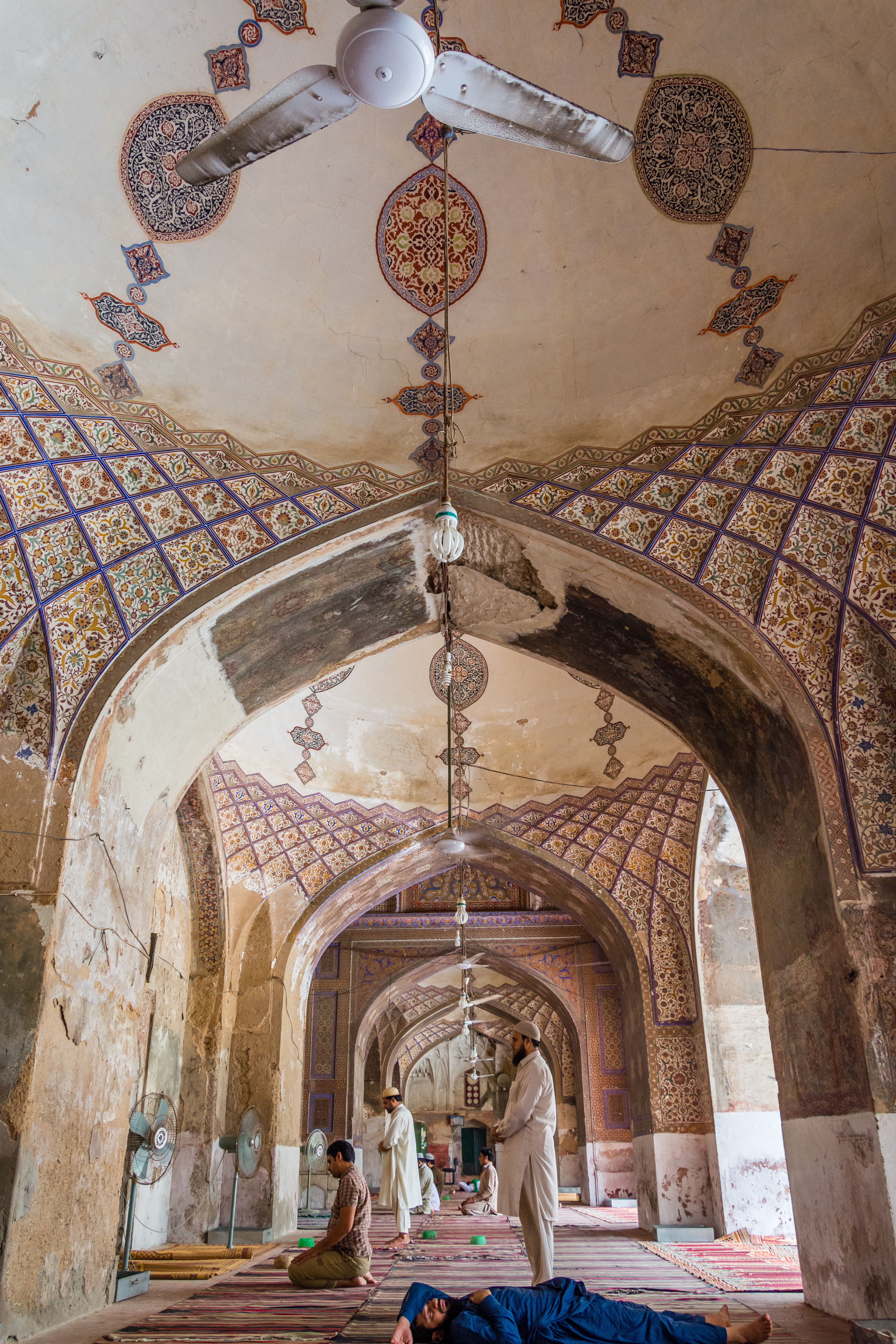
Begum Shahi Mosque الذي انتهى بنائه عام 1614 لأم نور الدين جهانكير' جودا باي.

#### بداية العصر المغولي
دخلت لاهور وديبالبور إلى سيطرة سلطنة مغول الهند في عهد مؤسس الدولة ظهير الدين بابر. كانت المدينة ملجأ لنصير الدين همايون وابن عمه كامران ميرزا، عندما صعد شير شاه سوري وسيطر على سهول نهر الجانغ وأسقط دولة المغول. استولى شير شاه سوري على لاهور في عام 1540، وبعد خمسة عشر عام استطاع همايون دخولها في فبراير 1555. يعتبر ذلك العصر أكثر عصور لاهور ازدهارًا. يوجد في لاهور العديد المعالم الأثرية المغولية أكثر من دلهي أو أغرة.
في عهد المغول كان للمدينة ضواحي عدد سكانها أكثر من عدد أحياء المدينة الموجودة داخل السور. كانت المدينة تتكون من 36 36 حيًا (جوزار) في عهد جلال الدين أكبر، 9 أحياء مناه فقط كانت تقع داخل أسوار المدينة. كانت لاهور مرتبطة بشدة مع المدن الصغيرة القريبة منها مثل قصور وأمين آباد (في باكستان اليوم) وأمريتسار وباتالا (في الهند).

#### العصر المغول الأوسط
أصبحت لاهور عاصمة مغول الهند في عام 1584، عندما أعاد أكبر تحصين المدينة وبنى حصن لاهور. وكانت لاهور حينها إحدى الصوبات الاثنتي عشرة (المقاطعات الإدارية) الموجود بدولته، وقد تولّى حكمها بهاجوانت داس، شقيق جودا باي، خلال الفترة بين عامي 1585 و1586. رمم أكبر أيضًا أسوار المدينة ووسعها شرق سوق شاه علمي حتى شملت منطقة رارا ميدان. كما أُنشئ خلال هذه الفترة سوق الحبوب أكبري مندي الذي يعمل حتى يومنا هذا، وحي دارامبورا الذي في أوائل ثمانينيات القرن السادس عشر. كما ترجع العديد من قصور المدينة إلى عصر أكبر.
تولي نور الدين جهانكير حكم الهند بعد أبوه أكبر، من ضمن الأمور التي واجهها ثورة ابنه خسرو مرزا الذي استطاع السيطرة على لاهور في عام 1606 بمباركة زعيم السيخ الغورو أرجان. هزم جهانكير ابنه في بهيروال وقضى على تمرده، وأعدم الغورو أرجان في لاهور عام 1606 لتورطه في التمرد، ومن هنا نشأ العداء بين المغول والسيخ.

كما ولد بالمدينة شاهجهان في عام 1592، والذي أصبح سلطان الهند بعد وفاة أبوه جهانكير. جدد شاهجهان قلعة لاهور وزينتها بالرخام الأبيض الفاخر وأقام بها جناح نولاخا الشهير في عام 1633. بُني في عهد شاهجاهان بعض من أشهر معالم لاهور مثل حمام شاهي في عام 1635، وحدائق شاليمار، ومسجد وزير خان المزخرف في عام 1641. من المحتمل أن يكون عدد سكان لاهور وصل ذروته في عصر ما قبل الحداثة في عهده، وربما بلغ عدد سكان في ضواحي المدينة وقتها 6 أضعاف الساكنين داخل المدينة المسورة.

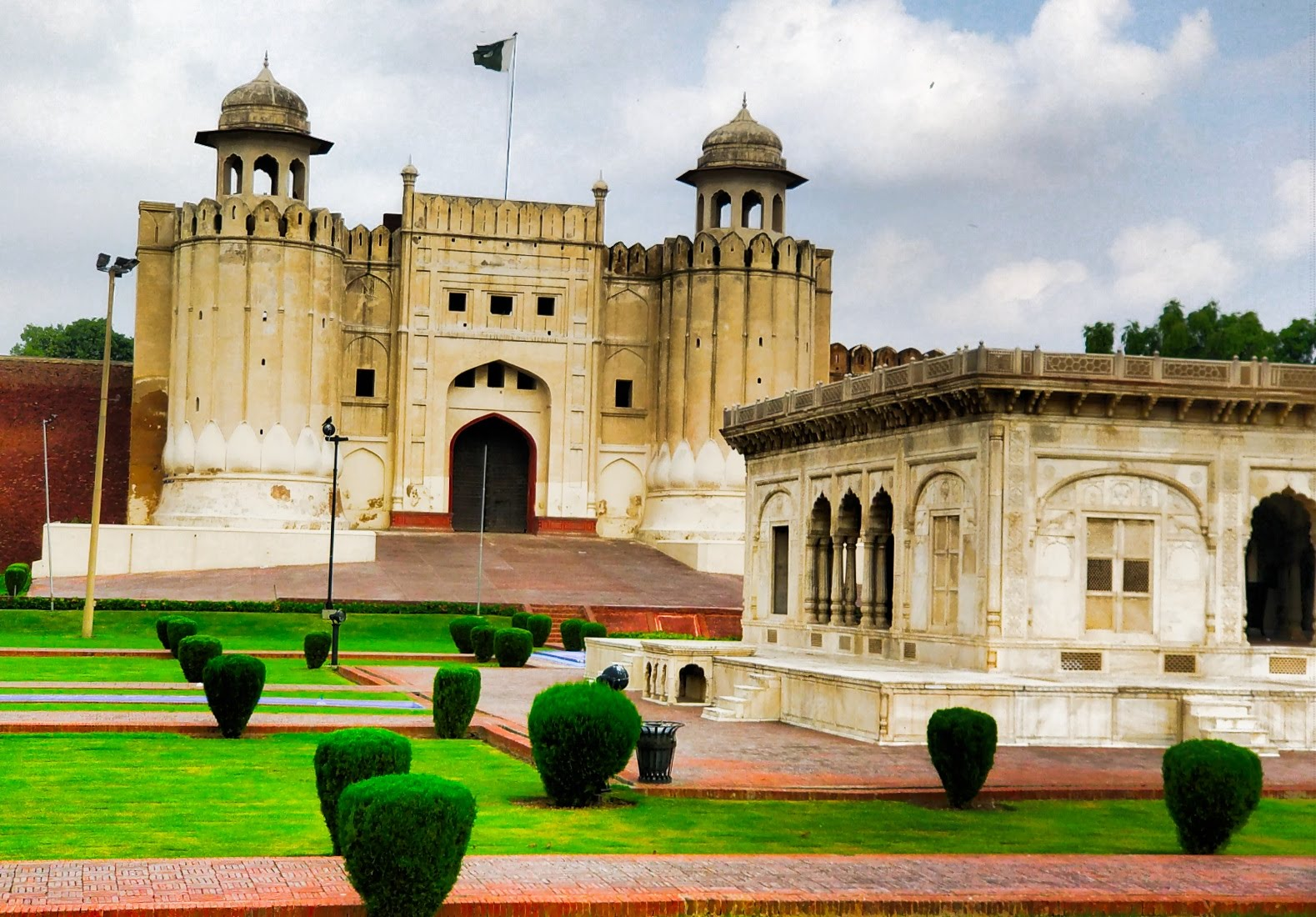
بوابة علمجيري الشهيرة في قلعة لاهور التي بنيت عام 1674 وتواجه مسجد بادشاهي الذي بناه أونكزيب.

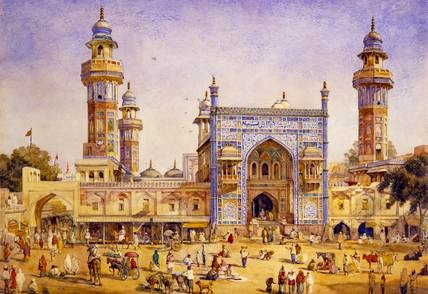
لوحة مسجد وزير خان للرسام ويليام كاربنتر (1866)

بنى أورنكزيب عالمكير جسر علمكيري بوند على طول نهر رافي في عام 1662 لكي لا يهدد أسوار المدينة. نمت المنطقة القريبة من الجسر لتصبح منطقة عصرية مليئة بالحدائق. شيد في عهد أورنكزيب أكبر المعالم المغولية في لاهور مسجد بادشاهي في عام 1673، بالإضافة إلى بوابة علمكيري الشهيرة لقلعة لاهور التي بنيت في عام 1674.

#### نهاية العصر المغولي

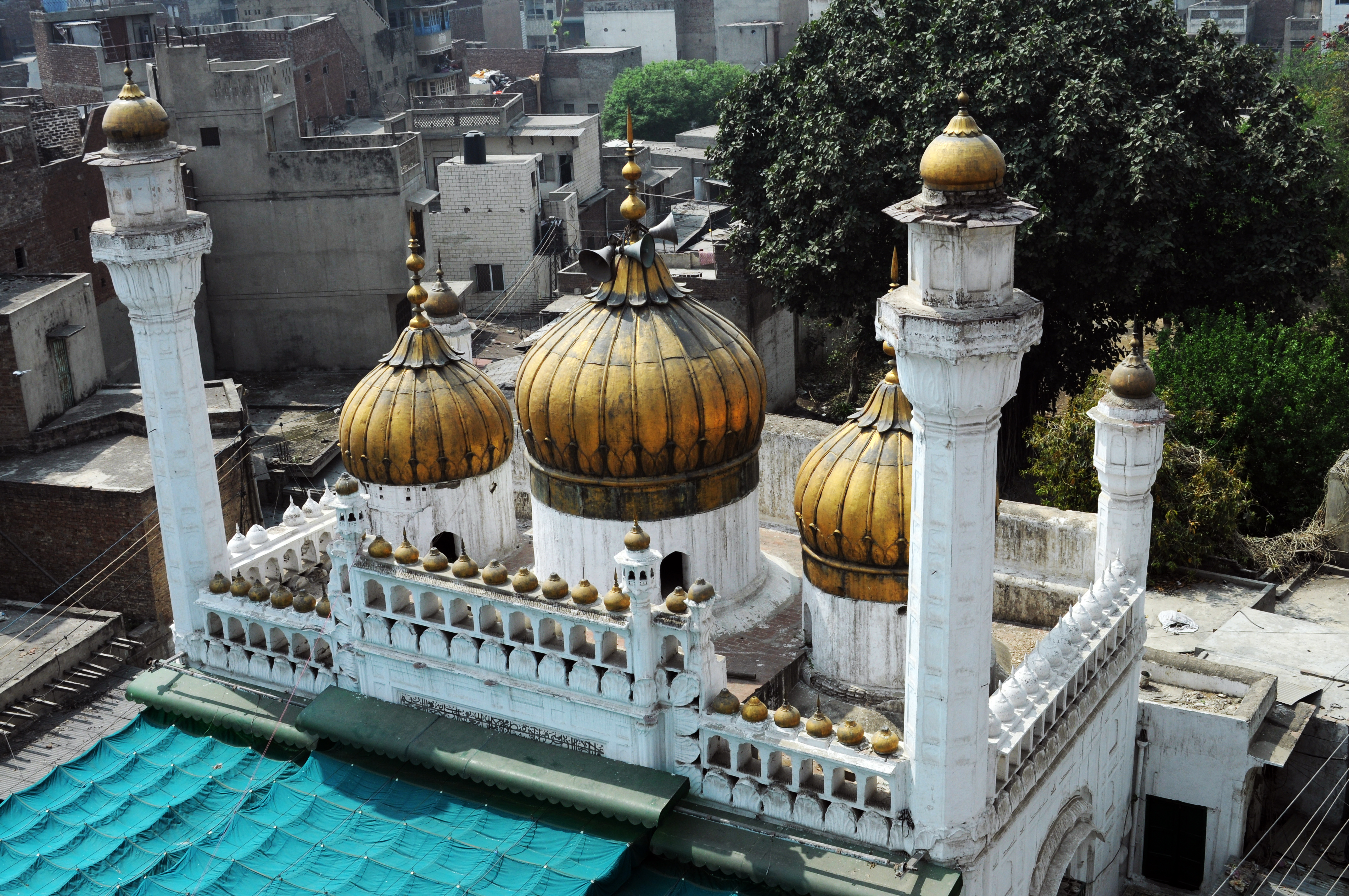
بني مسجد سنهري في المدينة المسورة في أوائل القرن الثامن عشر، وقت تدهور سلطنة مغول الهند.

أضعفت الحروب على العرش التي أعقبت وفاة أورنكزيب في عام 1707 سلطنة مغول الهند، وبالتالي أضعفت سيطرتها على لاهور ومرت المدينة في ذلك الوقت بفترة تدهور طويلة. وبسبب انشغال المغول بالحروب مع المراثيين في هضبة الدكن، خرجت المدينة من تحت أيديهم فعليا وحكمها حكام محليون يتبعون اسميا لسلطان البلاد. توفي الإمبراطور المغولي بهادر شاه الأول في طريقه إلى لاهور في حملة عام 1711، لإخضاع المتمردين السيخ الذين قادهم باندا سينغ بهادور. تحارب أبنائه على العرش بالقرب من لاهور عام 1712 وفاز بالمعركة جان دار شاه. أخمد عبد الصمد وزكريا خان تمرد السيخ الذي وقع في عهد جلال الدين محمد فرخ سير.
غزا نادر شاه الأفشاري الدولة المغولية في أوائل عام 1739، أضعفت هذه الغزو من الدولة ومن المدينة أيضا، بعد الغزو تحولت طرق التجارة إلى مدينة قندهار بدلا من لاهور، وأيضا غرقت موانئ وادي السند الموجودة على بحر العرب فقلل كل ذلك من أهمية المدينة. ضعفت المدينة بشكل أكبر بسبب خلاف أبناء زكريا خان على العرش بعد وفاته عام 1745، وأصبح في المدينة فراغ في السلطة وكانت معرضة للغزو الأجنبي.

### الغزوات الدرانية
غزا أحمد شاه الدراني لاهور عام 1748. ثم انحسب من المدينة بسرعة، فعهد المغول إلى معين الملك مير مانو بحكم المدينة. غزاها أحمد شاه مرة أخرى عام 1751، وأجبر مير مانو على توقيع معاهدة أخضعت لاهور اسميًا للدولة الدرانية. غزا أحمد شاه لاهور للمرة الثالثة عام 1752. استعاد الوزير الأعظم المغولي غازي الدين عماد الملك لاهور عام 1756، استفز هذا الفعل أحمد شاه لغزوها للمرة الرابعة عام 1757 وعهد بحكمها إلى ابنه تيمور شاه الدراني.
غزا أدينا بك المدينة بمساعدة المراثيون في عام 1758، ضمن حملاتهم على الأفغان. بعد وفاة أدينا بك المفاجئة احتل المراثيون المدينة في عام 1758. غزا الدرانيون المدينة في العام التالي وسيطروا عليها. احتلت القوات السيخية المدينة بعد انسحاب آل دوراني منها عام 1765. في ذلك الوقت كانت المدينة قد تعرضت للدمار عدة مرات وفقدت كل عظمتها السابقة. غزاها آل دوراني مرتين أخريين - في عامي 1797 و1798 - في عهد زمان شاه لكن السيخ تمكنوا من استعادة المدينة بعد كلا الغزوين.

### السيخ

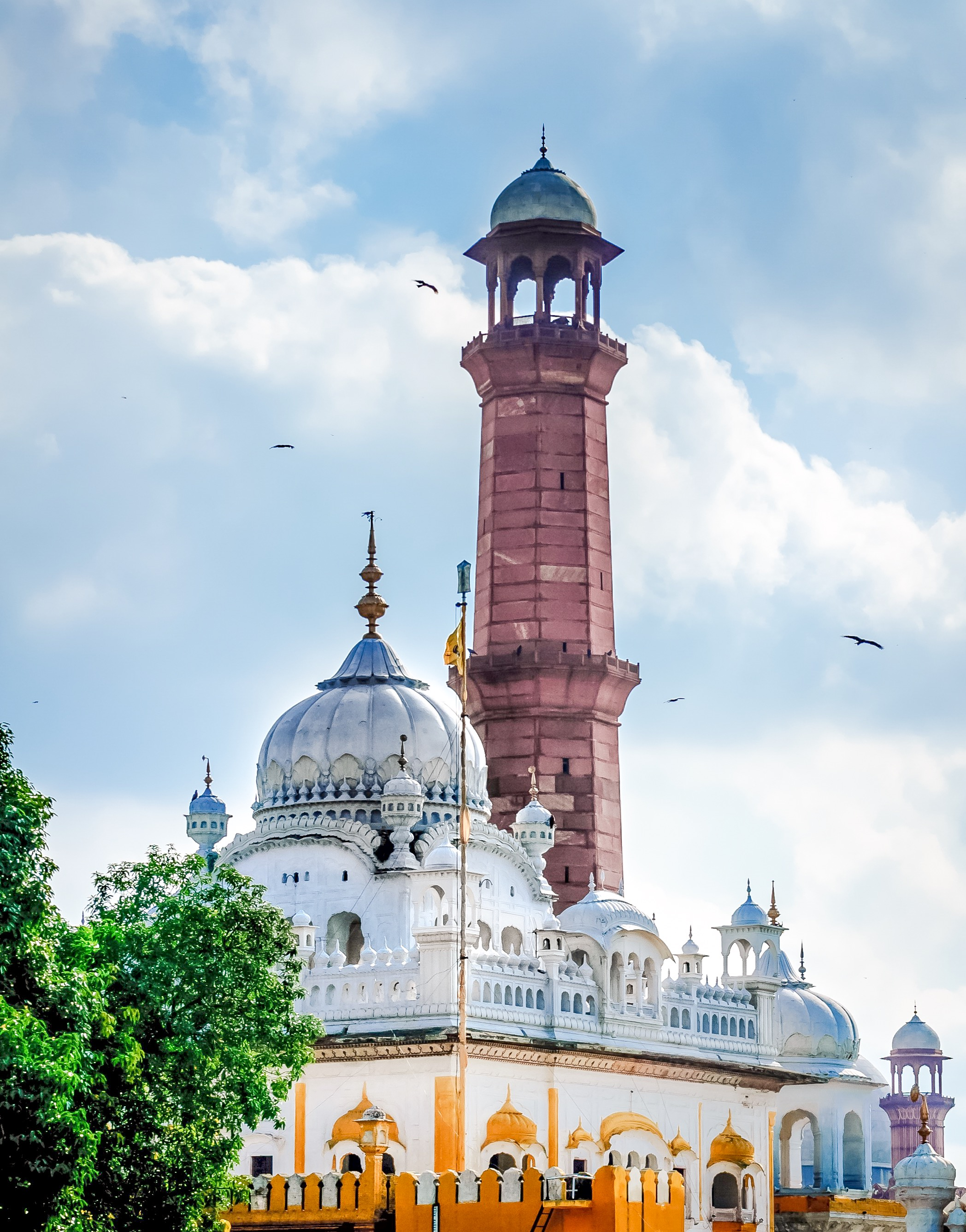
سمادي رانجيت سينغ
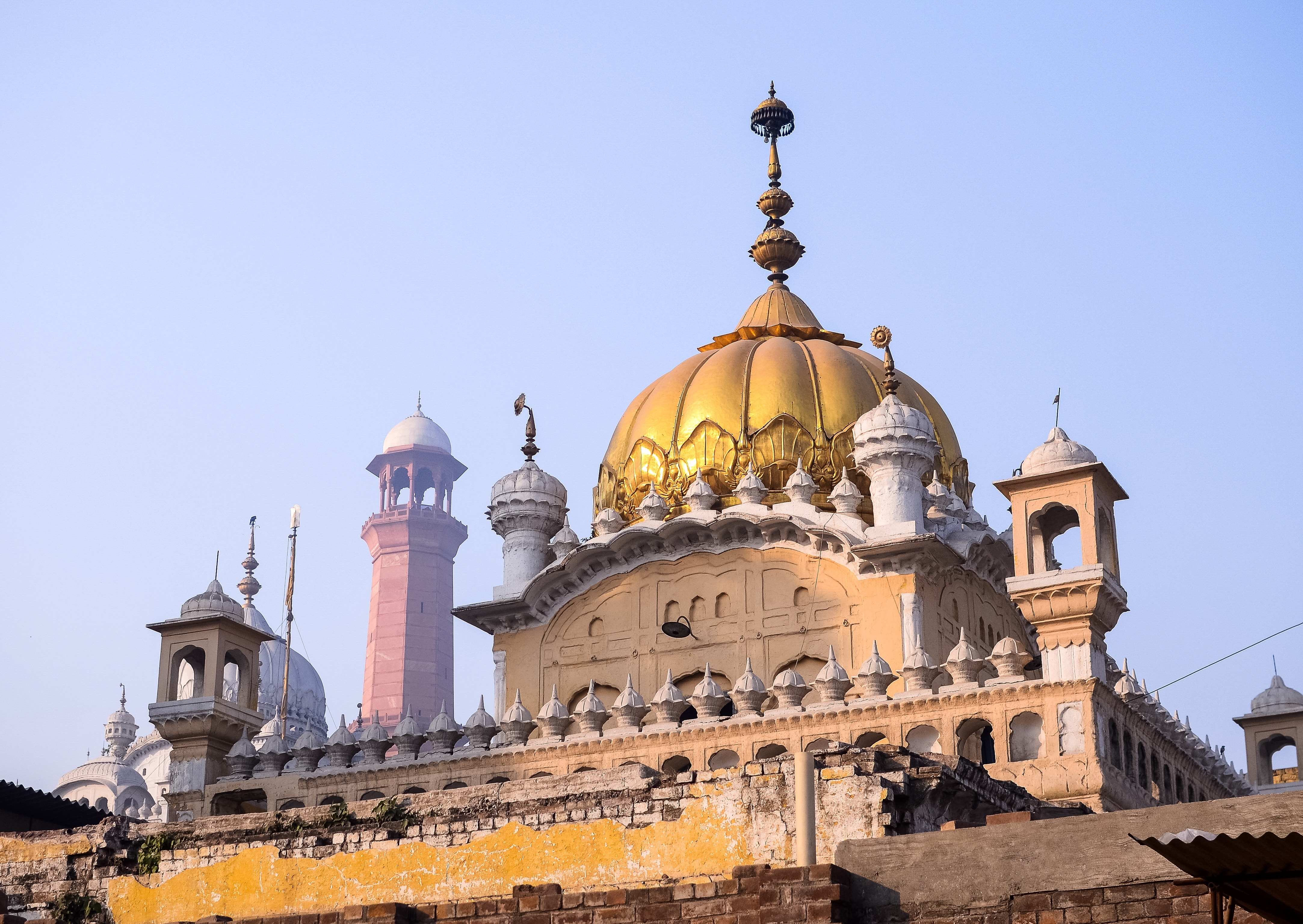
جوردوارا ديرا صاحب
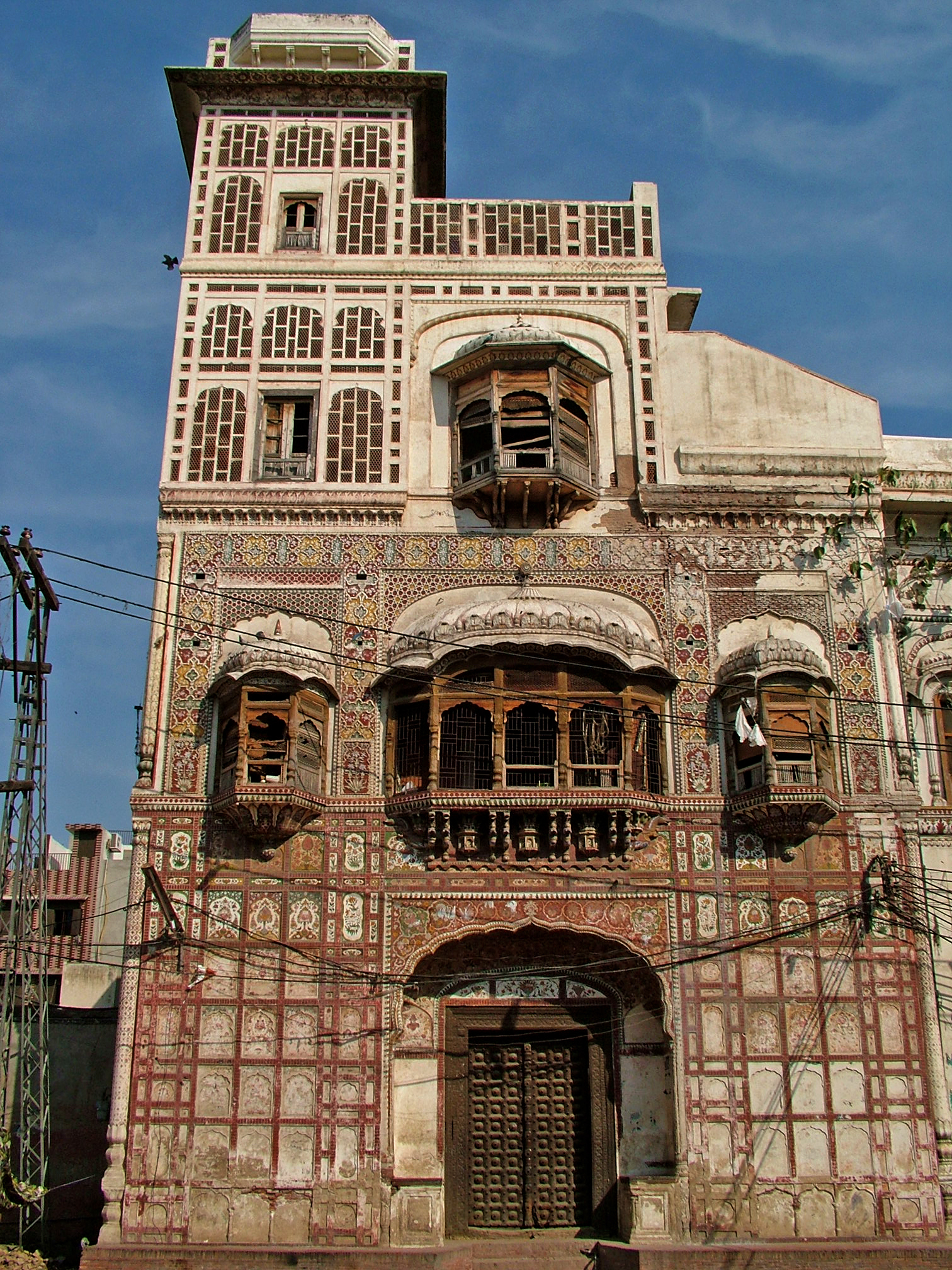
هافيلي ناو نيهال سينغ
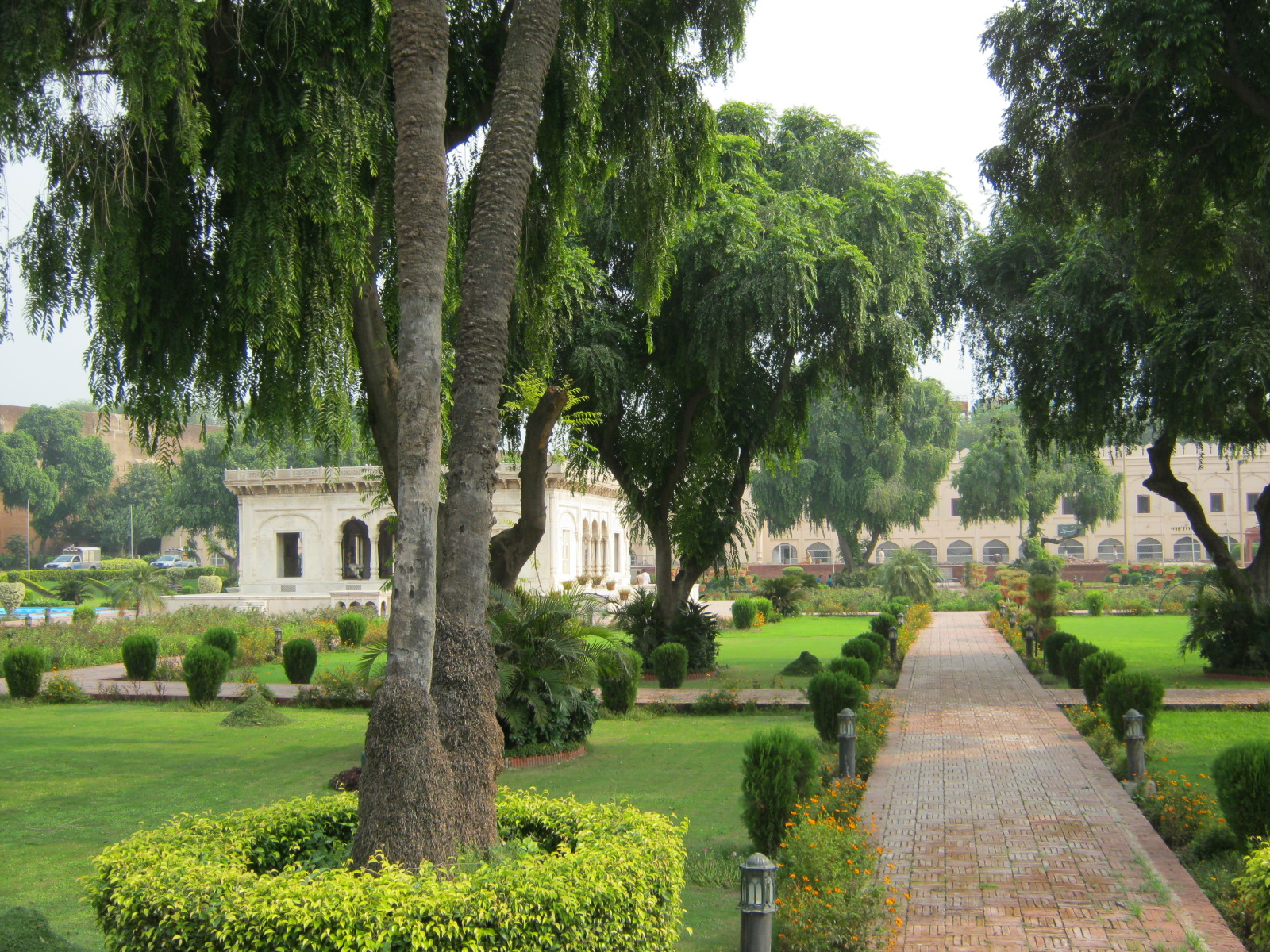
هازوري باغ
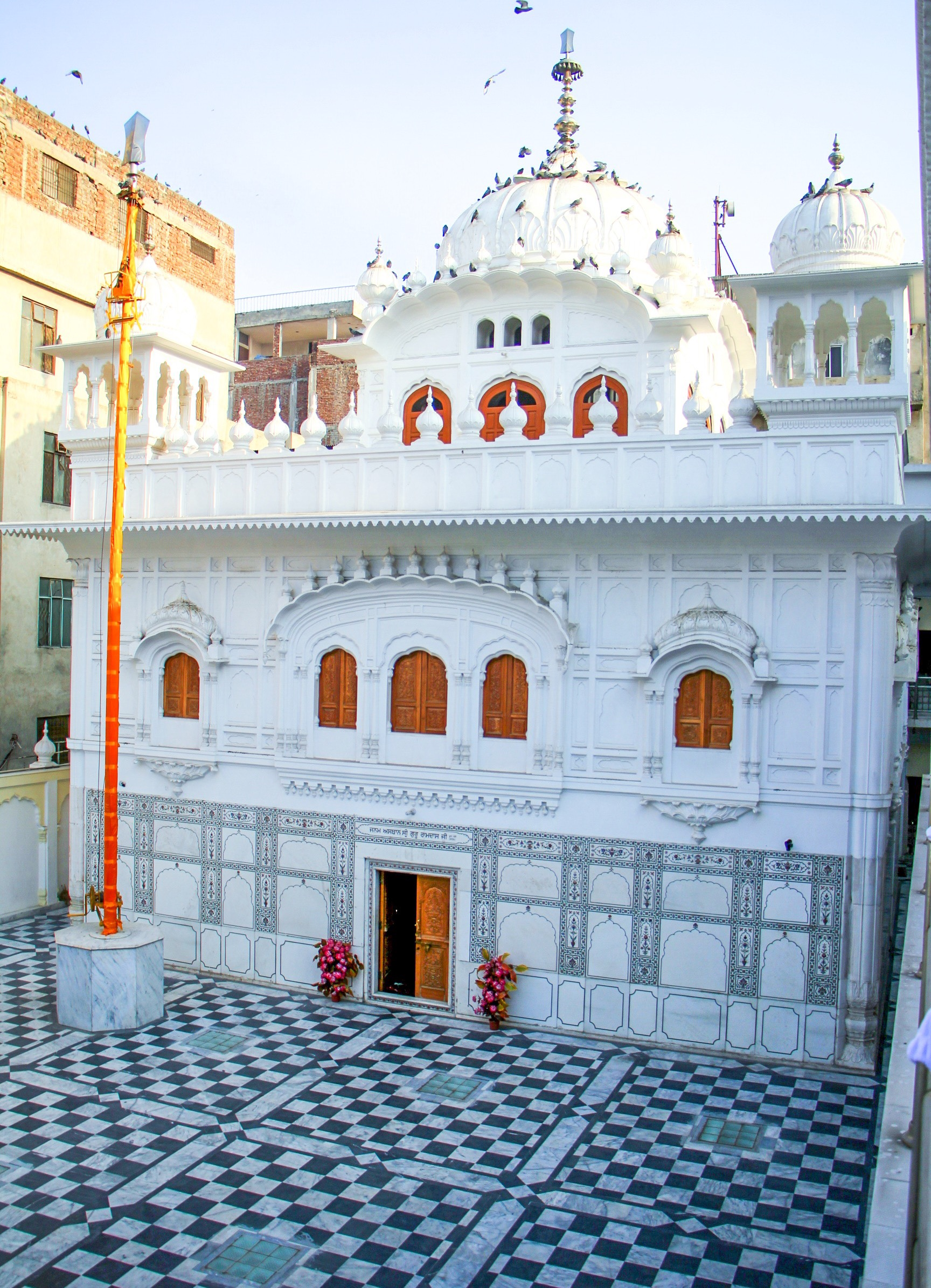
جوردوارا جانام أستان جورو رام داس
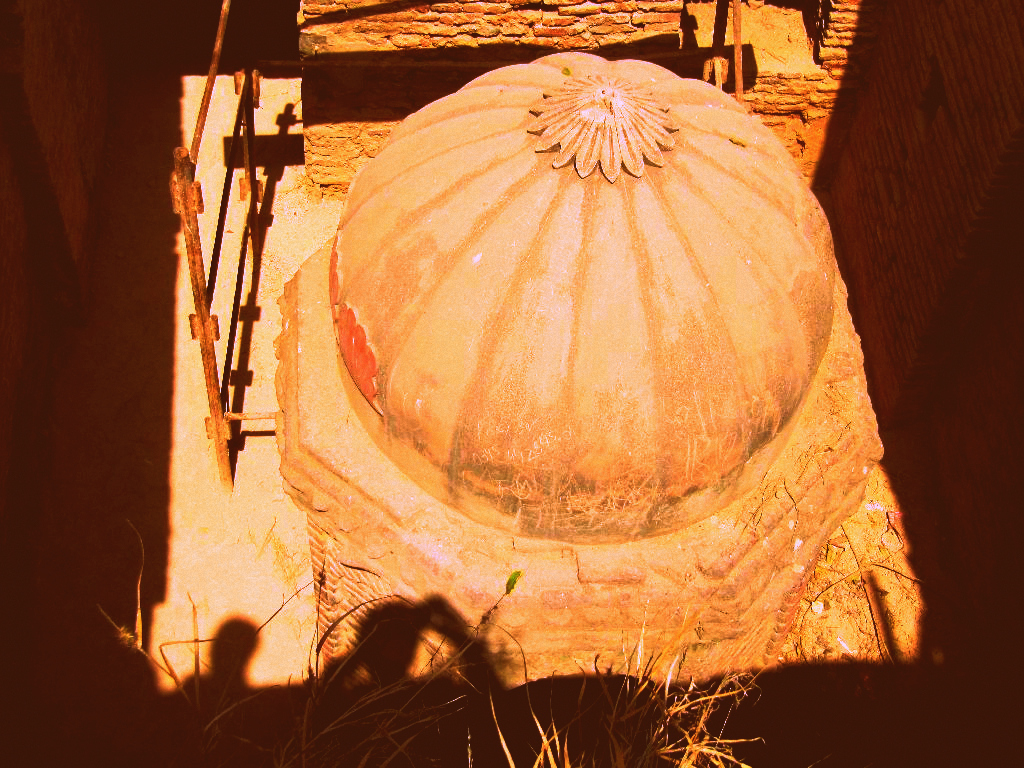
معبد لافا الذي بناه السيخ في حصن لاهور[62] وهو مخصص لعبادة الإله الهندوسي لافا

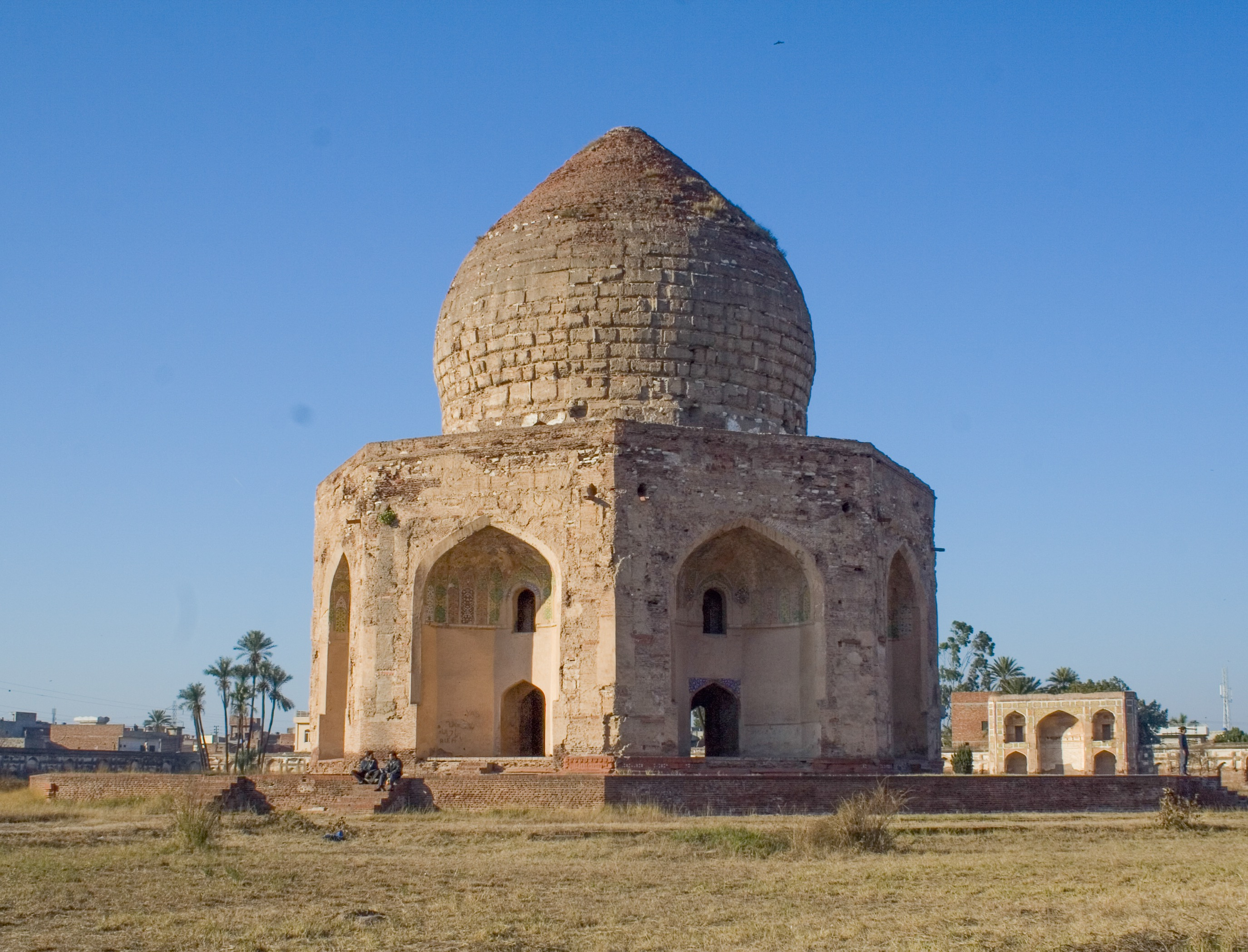
قبر آصف خان أحد المعالم الأثرية العديدة التي نهبها السيخ بسبب مواد الثمينة.

#### بداية العصر السيخي
سيطر السيخ على المدينة بالكامل في عام 1767. قُسم حكم المدينة في عام 1780 على ثلاثة حكام: جوجار سينغ ولانا سينغ وسوبها سينغ. سبب عدم الاستقرار السياسي هذا إلى أن أصبحت أمريتسار مركز تجاري رئيسي في المنطقة بدلاً من لاهور غير المستقرة. غزا زمان شاه حفيد أحمد شاه لاهور في عام 1796، ثم مرة أخرى في 1798-1799. ثم سيطر السيخ على المدينة مرة أخرى عليها، تفاوض رانجيت سينغ مع الأفغان على منصب صوبه دار المدينة بعد الغزو الثاني. انخفض عدد سكان المدينة بشكل كبير في نهاية القرن الثامن عشر، حيث هاجر سكان الضواحي، واقتصر السكن فيها على السكن داخل أسوار المدينة، في ذلك العصر كان المسافرون يمشون لأميال عبر الضواحي المهجورة قبل الوصول إلى بوابات المدينة.

#### إمبراطورية السيخ

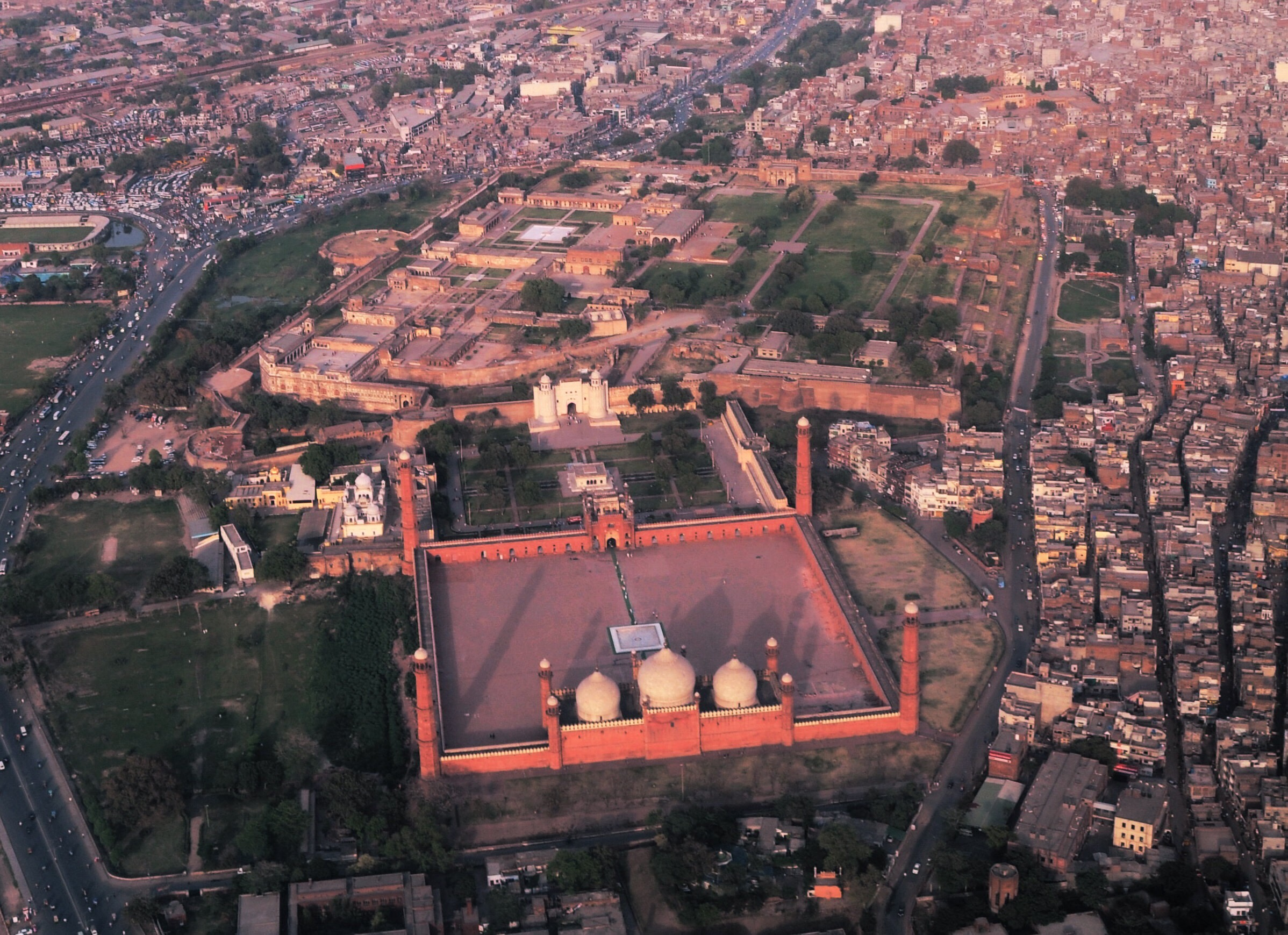
يقع Hazuri Bagh في لاهور في وسط مجموعة من المعالم الأثرية المغولية والسيخية مثل التي تعود مسجد بادشاهي وحصن لاهور وبوابة روشناي وسمادي رانجيت سينغ.

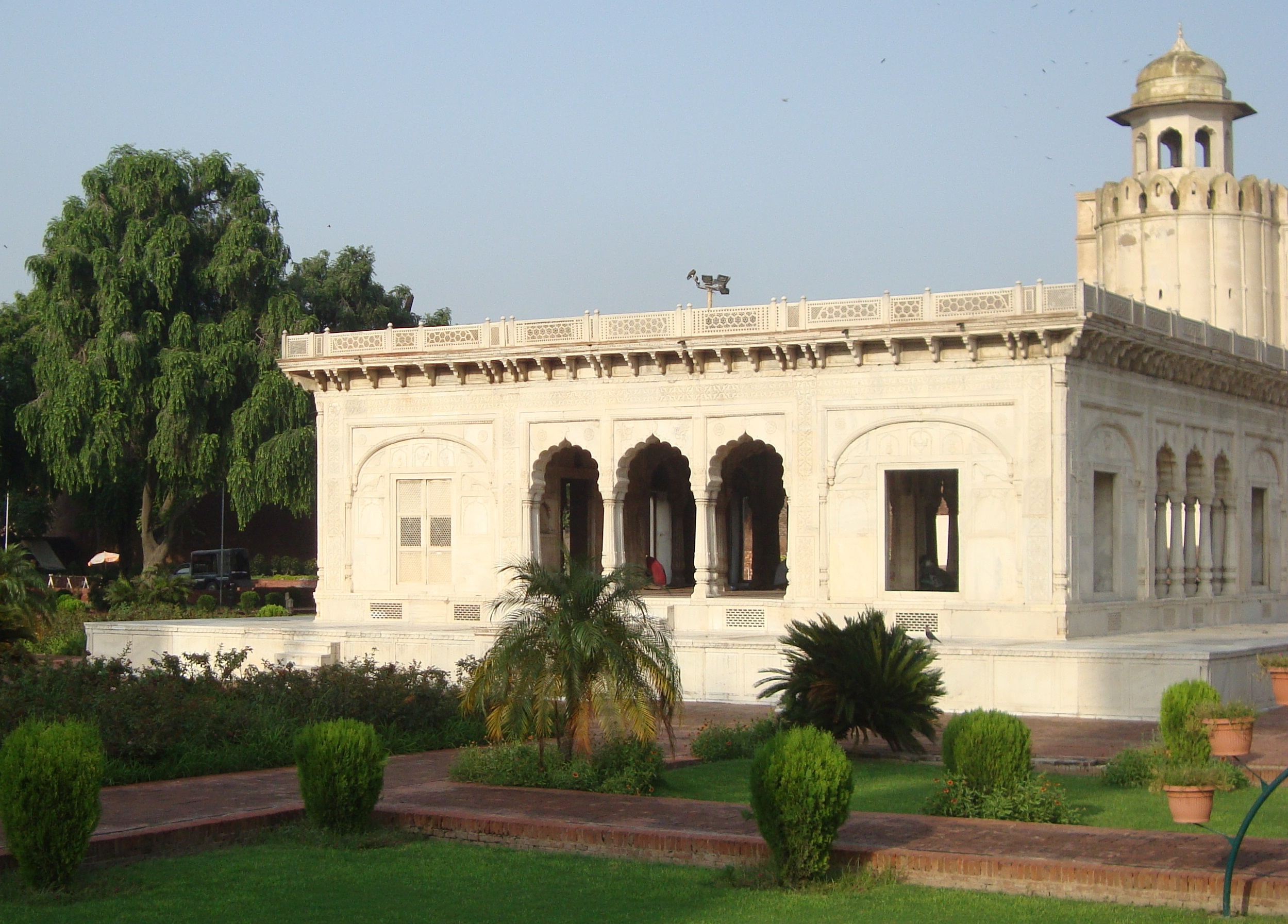
بني معبد هازوري باغ باراداري الرخامي المبني في عام 1818 للاحتفال بحصول رانجيت سينغ على ألماسة كوه نور.

غزا زمان شاه الدراني المدينة في عام 1799، بعد الغزو مباشرة بدأ رانجيت سينغ بتجهيز قواته في كوجرانواله لإعادة السيطرة عليها، تمكن سينغ من السيطرة على المنطقة بعد سلسلة من المعارك مع زعماء بهانجي الذين استولوا على لاهور في عام 1780. تذكر الأسطورة أن جيشه سار إلى أناركالي ودخل المدينة بعد أن فتح دين تشودري حارس بوابة لوهاري الأبواب. أول أعمال سينغ بالمدينة هي إنشاء كوردوارا ديرا صاحب في الموقع الذي أعدم فيه الغورو أرجان في 1606، وبنى أيضا العديد من الجوردوارا السيخية والمعابد الهندوسية والهافيلي بالمدينة.
أسس بالمدينة دارًا لسك للعملة في عام 1800، ليعود للاهور الازدهار الاقتصادي والعمراني. غير أن هذه الحقبة ترافقت أيضًا مع تخريب المعالم المغولية المتبقية؛ فأخذ الرخام الأبيض والمواد الفاخرة المستخدمة في تزيين قبر آصف خان وضريح نور جهان وحدائق شاليمار، لكي يستخدمها في مشروعاته. كما حول رانجيت سينغ مسجد بادشاهي إلى مستودع ذخيرة وإسطبل للخيول، وحُوّل مسجد السنهوري داخل المدينة المسورة إلى كوردوارا، ومسجد مريم الزماني إلى مصنع للبارود.

#### نهاية العصر السيخي
اضراب حال حكم السيخ بعد وفاة رانجيت سينغ، حيث توفي ابنه خاراك سينغ في 6 نوفمبر 1840 بعد وقت قصير من توليه العرش وتوفي وريثه ناو نيهال سينغ في نفس اليوم في حادث في حدائق هازوري باغ. فاختير المهراجا شير سينغ للحكم، لكن اعترضت على ذلك شاند كور أرملة خاراك سينغ وأم ناو نيهال سينغ. جمع شير سينغ قواته وهاجم قوات شاند كور المتمركزة في لاهور في 14 يناير 1841، تمركز جنوده مآذن مسجد بادشاهي لكي يستطيعوا استهداف قوات تشاند كور في حصن لاهور، وقد أضر جنوده بديوان الحصن التاريخي. سرعان ما تنازلت تشاند كور عن مطلبها بالعرش، لكن اغتيل شير سينغ في عام 1843 في حي تشاه ميران في لاهور مع وزيره ديان سينغ.
عُين دوليب سينغ مهراجا وكان هيرا سينغ وزيرًا له، سعى هيرا سينغ نجل ديان سينغ إلى الانتقام لمقتل والده ففرض حصار على لاهور لكي يقبض على قتلة والده، فاستطاع القبض على أجيت سينغ قاتل والده. ضعفت الدولة بسبب استمرار الصراع بين نبلاء السيخ، وكذلك الحروب مع البريطانيين. سقطت إمبراطورية السيخ بعد انتهاء الحربين الإنجليزية السيخية وسيطرت بريطانيا على المدينة ومنطقة البنجاب.

### الحكم البريطاني

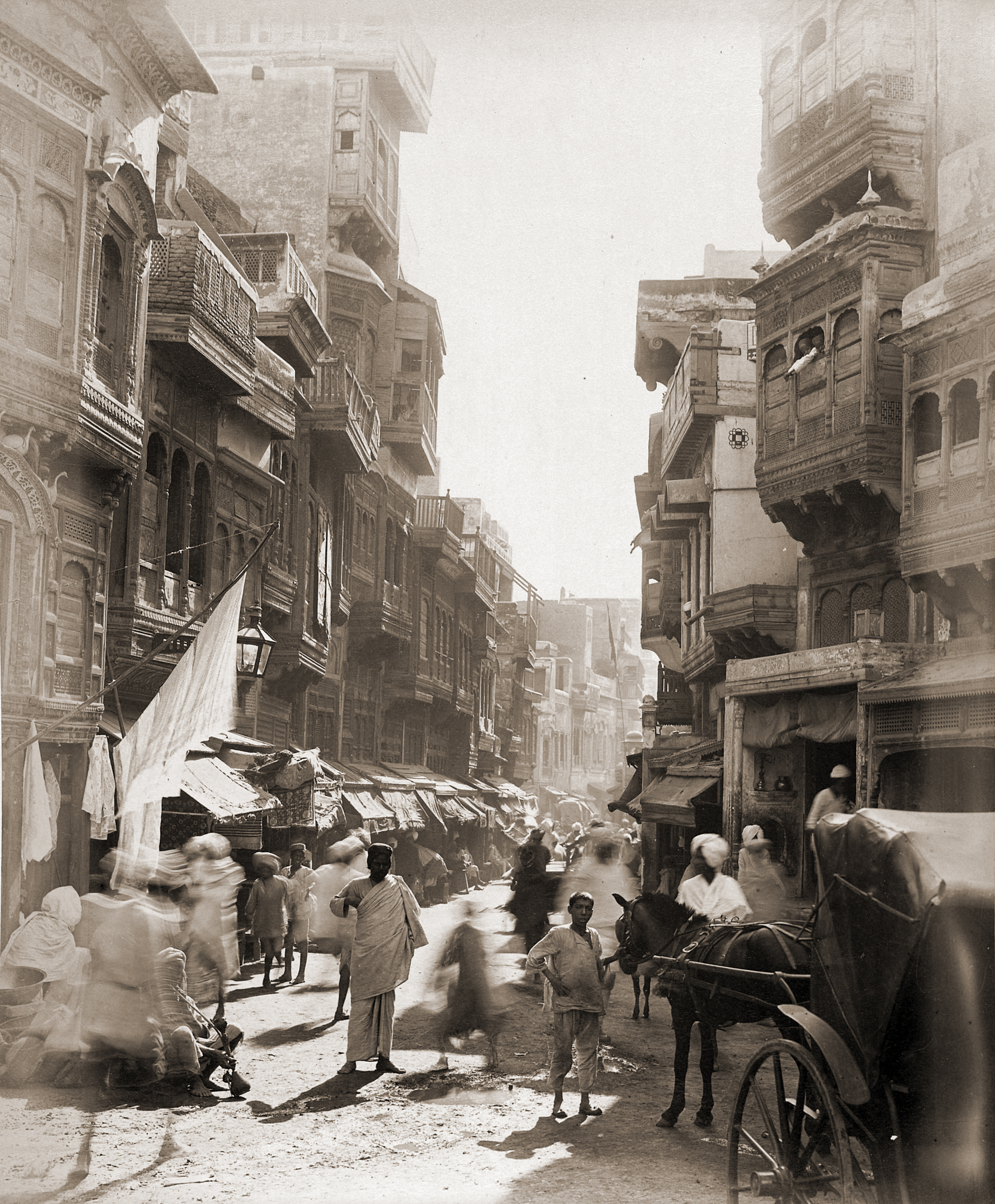
شارع بمنطقة شاه علمي بداخل المدينة المسورة من عام 1890

سيطرت شركة الهند الشرقية البريطانية على لاهور في فبراير 1846، وبدأت في احتلال باقي البنجاب في عام 1848. وأحكمت سيطرتها عليه بعد هزيمة السيخ في معركة جوجرات وإطاحتهم بالمهراجا دوليب سينغ في عام 1849. كان يُقدر عدد سكان لاهور بحوالي 120,000 نسمة في بداية الحكم البريطاني. وقتها كانت المدينة تتكون من المدينة المسورة المحاطة ببعض المستوطنات الجنوبية والشرقية مثل موزانج وقلعة جوجر سينغ، وبين المستوطنات كانت هناك بقايا من حدائق المغول والمقابر والمنشآت العسكرية السيخية.
رأى البريطانيون في التمركز في مدينة لاهور المسورة مصدرًا محتملًا للسخط الاجتماعي والأوبئة، ولذلك تركوها وركزوا التنمية على مناطق ضواحي لاهور وأسسوا مدينة لهم في جنوب المدينة المسورة، عُرفت في البداية باسم مدينة دونالد. أعاد البريطانيون تصميم واستخدام الآثار الباقية من العصر المغولي المنتشرة في جميع أنحاء ضواحي المدينة مثل مقبرة أناركلي الذي حوله البريطانيون في البداية إلى مكاتب إدارية قبل أن يصبح كنيسة أنجليكانية في عام 1851. كما حولوا مسجد داي انكه الذي يعود للقرن السابع عشر إلى مكاتب لإدارة السكك الحديدية وحول قبر نواب بهادور خان إلى مخزن واستُخدم قبر مير مانو متجرًا للخمور.
بعد ثورة الهند سنة 1857 أنشئ البريطانيون محطة سكة حديد لاهور خارج أسوار المدينة، صُممت المحطة على شكل قلعة من العصور الوسطى لكي تكون مركز التصدي لأي تمردات مستقبلية. ونقلت المؤسسات الحكومية والتجارية الرئيسية في لاهور حول المحطة المدنية. زار الأمير ألفريد دوق إدنبرة لاهور في 9 فبراير 1870، واستقبل فيها وفودًا من دوجراس جامو ومهراجا بتيالة ونواب بهاولبور وحكام ولايات البنجاب الأخرى. بنت السلطات البريطانية عدة مباني في اليوبيل الذهبي للملكة فيكتوريا في عام 1887، بالطراز الهندي الساراسيني مثل متحف لاهور ومدرسة مايو للفنون الصناعية.

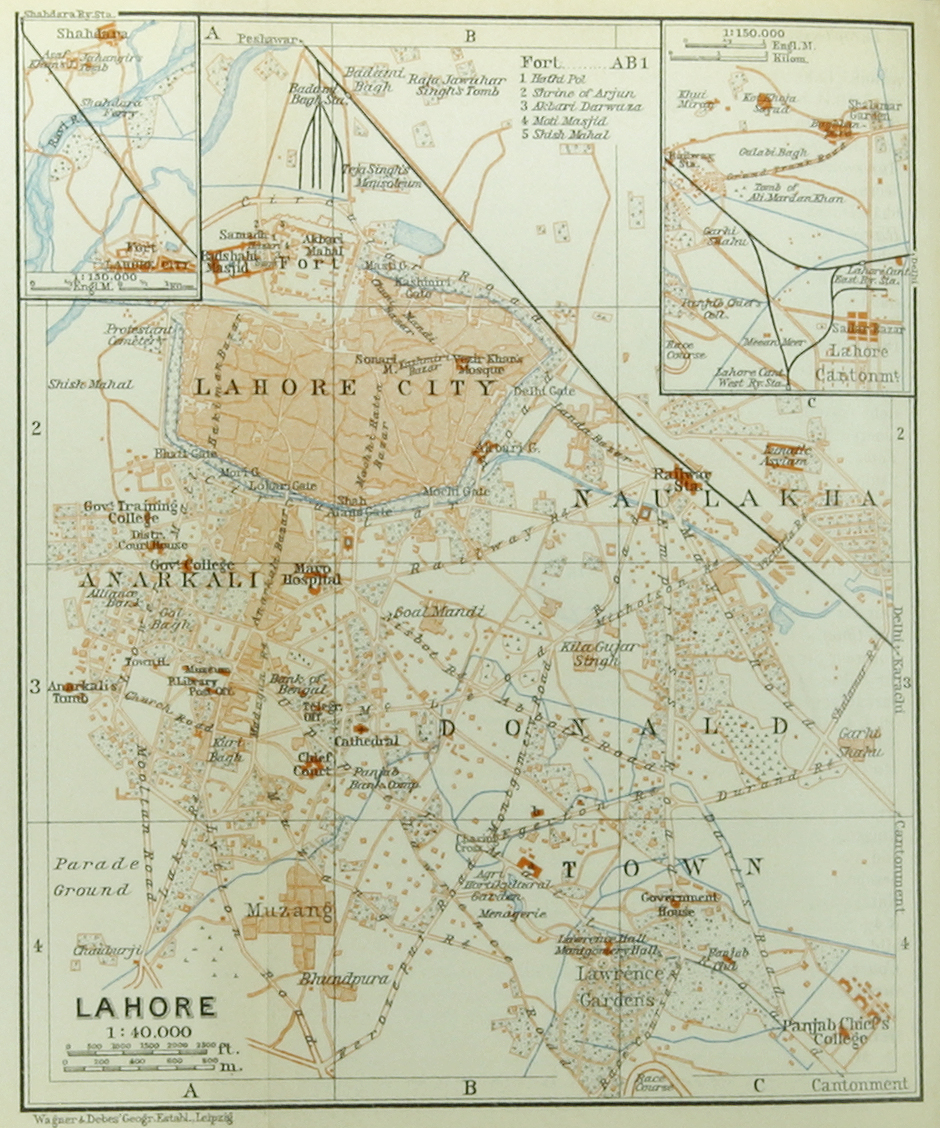
خريطة للمدينة تعود لعام 1914

أحصى البريطانيون وجود 20,691 منزلًا داخل المدينة المسورة في عام 1901. وُقدر عدد السكان بحوالي 200,000 نسمة في ذلك الوقت.  لعبت مدينة لاهور دورًا هامًا في حركات استقلال كل من الهند وباكستان. ففي ليلة 31 ديسمبر 1929 أعلن جواهر لال نهرو عن استقلال الهند بإجماع الآراء في قاعة برادلو بلاهور. وفي هذه المناسبة اعتمد علم الهند أيضًا. استخدم البريطانيون سجن لاهور لاحتجاز نشطاء الاستقلال مثل جاتين داس وكان المكان الذي أُعدم فيه بهجت سنغ عام 1931. أصدرت رابطة مسلمي عموم الهند قرار لاهور في عام 1940 تحت قيادة محمد علي جناح، الذي طالب بإنشاء دولة باكستان كوطن منفصل لمسلمي الهند.

### التقسيم
أظهر تعداد عام 1941 أن مدينة لاهور كان يبلغ عدد سكانها 671,659 نسمة، منهم 64.5٪ مسلمون والباقي 35٪ من الهندوس والسيخ بالإضافة إلى مجتمع مسيحي صغير. ومع اقتراب تقسيم الهند عام 1947، كانت لجنة ترسيم الحدود، المكلفة برسم خط رادكليف الذي سيحدد حدود الدولتين الجديدتين، تعتمد في قراراتها على التركيبة الديموغرافية والدينية. طالب ممثلو الهندوس والسيخ أمام اللجنة بمنح المدينة للهند بدعوى بأن نسبة المسلمين في المدينة لا تتجاوز 54٪، وأكدوا أن نفوذهم الاقتصادي وسيطرتهم على المؤسسات التعليمية، يُبرّر منح المدينة للهند رغم هذه الأغلبية المسلمة. ويُذكر أن ثلثي المحال التجارية في لاهور، و80٪ من مصانعها، كانت مملوكة للهندوس والسيخ في ذلك الوقت.
وقد نقل الصحفي كولديب نايار أن رئيس اللجنة سيريل رادكليف أخبره عام 1971 أنه كان يعتزم في البداية منح لاهور لدومينيون الهند، لكنه قرر ضمها لدومينيون باكستان بسبب افتقارها إلى مدينة كبيرة، بعكس الهند التي منحت كلكتا.
شهدت مدينة لاهور واحدة من أسوأ موجات العنف الطائفي خلال فترة تقسيم الهند عام 1947، نتيجة الغموض الذي اكتنف مصير المدينة السياسي آنذاك، فقد حدثت فيها مذابح بين الجماعات الدينية الثلاث. وأسفرت أعمال الشغب في مارس وأبريل عام (1947) عن تدمير نحو 6000 منزل في لاهور من أصل 82000 منزل في المدينة. تصاعد العنف في الصيف رغم وجود أفراد مدرعة بريطانية. ومع تراجع آمال الهندوس والسيخ في أن تُمنح المدينة للهند، بدأوا في مغادرتها جماعيًا، حيث غادر نحو 66٪ منهم بحلول أواخر أغسطس 1947. وقد احترقت المدينة المسورة بالكامل أثناء أعمال الشغب اللاحقة.
عند إعلان استقلال باكستان في 14 أغسطس 1947 لم يكن خط رادكليف قد أُعلن بعد، فكان المسلمون يهتفون ب"تحيا باكستان" و"الله أكبر" تتخللها هتافات غيرهم ب"تحيا هندوستان"، حتى أعلن عن الخط في 17 أغسطس ومنحت بموجبه لاهور لباكستان بناءً على الأغلبية المسلمة في تعداد 1941، وأصبحت عاصمة إقليم البنجاب في الدولة الباكستانية الجديدة. موقع المدينة القريب من الحدود الهندية جعلها محطة لأعداد كبيرة من اللاجئين الفارين من شرق البنجاب وشمال الهند، وكانت قادرة على استيعابهم بسبب ترك الهندوس والسيخ لممتلكاتهم، فأعيد توزيع هذه الممتلكات على الوافدين الجدد.

### الحديث
أضعف التقسيم من اقتصاد لاهور جدا. انخفض الإنتاج الصناعي إلى ثلث مستويات ما قبل التقسيم و27٪ فقط من وحدات التصنيع كانت تعمل بحلول عام 1950 وعادة ما تعمل المصانع بأقل بكثير من طاقتها القصوى. زاد من الأمر هروب رأس المال إلى كراتشي التي كانت تزدهر وقتها. بسبب ضعف اقتصاد المدينة وقربها من الحدود الهندية لم يختارها الساسة لأن تكون عاصمة البلاد، ورأوا في كراتشي بسبب الهدوء النسبي والاقتصاد الأقوى والبنية التحتية الأفضل.
استعادت لاهور ببطء أهميتها الاقتصادي والثقافي بعد الاستقلال. حيث بدأ إعمار بازار شاه علمي القلب التجاري السابق للمدينة المسورة في عام 1949 والذي كان قد دمر في أعمال شغب التقسيم. وبدعم من الأمم المتحدة، تمكنت الحكومة من إعادة بناء لاهور وتخفيف معظم الأعمال العنف الطائفي الناتج عن التقسيم.
انعقدت القمة الإسلامية الثانية في المدينة عام 1974. ردًا على تدمير المتعصبين الهندوس لمسجد بابري في الهند، اندلعت أعمال شغب في عام 1992 استهدفت الآثار غير الإسلامية مثل قبر المهراجا شير سينغ.  أقيمت المباراة النهائية لكأس العالم للكريكيت في ملعب القذافي في لاهور في عام 1996. بدأ مشروع ترميم مدينة لاهور المسورة في عام 2009 بتمويل من البنك الدولي.

## الجغرافيا
| مخطط المناخ للاهور | مخطط المناخ للاهور | مخطط المناخ للاهور | مخطط المناخ للاهور | مخطط المناخ للاهور | مخطط المناخ للاهور | مخطط المناخ للاهور | مخطط المناخ للاهور | مخطط المناخ للاهور | مخطط المناخ للاهور | مخطط المناخ للاهور | مخطط المناخ للاهور |
| --- | ------------------ | ------------------ | ------------------ | ------------------ | ------------------ | ------------------ | ------------------ | ------------------ | ------------------ | ------------------ | ------------------ |
| 01 | 02                 | 03                 | 04                 | 05                 | 06                 | 07                 | 08                 | 09                 | 10                 | 11                 | 12                 |
| 23 18 6 | 29 20 9            | 41 26 11           | 20 29 14           | 22 31 17           | 36 34 19           | 202 36 20          | 164 35 20          | 61 33 19           | 12 29 14           | 4 24 12            | 14 20 9            |
| متوسط درجة-الحرارة °س مجاميع الهطل مم |                    |                    |                    |                    |                    |                    |                    |                    |                    |                    |                    |
| بالوحدات الإنكليزية \| 01 \| 02 \| 03 \| 04 \| 05 \| 06 \| 07 \| 08 \| 09 \| 10 \| 11 \| 12 \| \| 0.9 64 43 \| 1.1 68 48 \| 1.6 78 52 \| 0.8 83 58 \| 0.9 88 62 \| 1.4 93 67 \| 8 96 68 \| 6.5 96 68 \| 2.4 92 65 \| 0.5 84 57 \| 0.2 75 53 \| 0.6 67 48 \| \| متوسط درجة-الحرارة °ف مجاميع الهطول ″ \| \| \| \| \| \| \| \| \| \| \| \| |                    |                    |                    |                    |                    |                    |                    |                    |                    |                    |                    |
| 01 | 02                 | 03                 | 04                 | 05                 | 06                 | 07                 | 08                 | 09                 | 10                 | 11                 | 12                 |
| 0.9 64 43 | 1.1 68 48          | 1.6 78 52          | 0.8 83 58          | 0.9 88 62          | 1.4 93 67          | 8 96 68            | 6.5 96 68          | 2.4 92 65          | 0.5 84 57          | 0.2 75 53          | 0.6 67 48          |
| متوسط درجة-الحرارة °ف مجاميع الهطول ″ |                    |                    |                    |                    |                    |                    |                    |                    |                    |                    |                    |

تقع لاهور بين 31°15′—31°45′ N و74°01′—74°39′ E في الجزء الشمالي الشرقي من البلاد على نهر رافي، يحدها من الشمال والغرب منطقة شيخوبورا ومن الشرق وهجاه، ومن الجنوب منطقة كاسور. تبلغ مساحة المدينة 404 كيلومترات مربعة (156 ميل مربع).

### المناخ
تقع لاهور في المناخ شبه القاحل (تصنيف كوبن للمناخ: BSh). الشهر الأكثر حرارة هو يونيو حيث تتجاوز درجات الحرارة فيه 45 درجة مئوية (107 فهرنهايت) في حي نأن أبرد الشهور هو يناير. يبدأ موسم الرياح الموسمية عادة في أواخر يوليو لذا يعد شهرا يوليو وأغسطس أكثر شهور المدينة رطوبة،
 

سُجِّلت أعلى درجة حرارة في تاريخ المدينة يوم 5 يونيو 2003، حين بلغت 50.4 درجة مئوية (122 فهرنهايت). كما سجلت درجة حرارة بلغت 48 درجة مئوية (118 فهرنهايت) يوم 10 يونيو 2007، وعلى الرغم من أن مكتب الأرصاد الجوية سجل هذه القيم في الظل، إلا أنه أفاد بأن درجة الحرارة في ضوء الشمس المباشر بلغت حينها 55 درجة مئوية (131 فهرنهايت). أما أعلى كمية لهطول الأمطار المسجلة، فقد بلغت 337 ملم (13.3 بوصة)، وذلك يوم 1 أغسطس 2024.
| البيانات المناخية لـلاهور (1961–1990)، extremes (1931–2018) | البيانات المناخية لـلاهور (1961–1990)، extremes (1931–2018) | البيانات المناخية لـلاهور (1961–1990)، extremes (1931–2018) | البيانات المناخية لـلاهور (1961–1990)، extremes (1931–2018) | البيانات المناخية لـلاهور (1961–1990)، extremes (1931–2018) | البيانات المناخية لـلاهور (1961–1990)، extremes (1931–2018) | البيانات المناخية لـلاهور (1961–1990)، extremes (1931–2018) | البيانات المناخية لـلاهور (1961–1990)، extremes (1931–2018) | البيانات المناخية لـلاهور (1961–1990)، extremes (1931–2018) | البيانات المناخية لـلاهور (1961–1990)، extremes (1931–2018) | البيانات المناخية لـلاهور (1961–1990)، extremes (1931–2018) | البيانات المناخية لـلاهور (1961–1990)، extremes (1931–2018) | البيانات المناخية لـلاهور (1961–1990)، extremes (1931–2018) | البيانات المناخية لـلاهور (1961–1990)، extremes (1931–2018) |
| الشهر                                                       | يناير                                                       | فبراير                                                      | مارس                                                        | أبريل                                                       | مايو                                                        | يونيو                                                       | يوليو                                                       | أغسطس                                                       | سبتمبر                                                      | أكتوبر                                                      | نوفمبر                                                      | ديسمبر                                                      | المعدل السنوي                                               |
| ----------------------------------------------------------- | ----------------------------------------------------------- | ----------------------------------------------------------- | ----------------------------------------------------------- | ----------------------------------------------------------- | ----------------------------------------------------------- | ----------------------------------------------------------- | ----------------------------------------------------------- | ----------------------------------------------------------- | ----------------------------------------------------------- | ----------------------------------------------------------- | ----------------------------------------------------------- | ----------------------------------------------------------- | ----------------------------------------------------------- |
| الدرجة القصوى °م (°ف)                                       | 27.8 (82.0)                                                 | 33.3 (91.9)                                                 | 37.8 (100.0)                                                | 46.1 (115.0)                                                | 48.3 (118.9)                                                | 47.2 (117.0)                                                | 46.1 (115.0)                                                | 42.8 (109.0)                                                | 41.7 (107.1)                                                | 40.6 (105.1)                                                | 35.0 (95.0)                                                 | 30.0 (86.0)                                                 | 48.3 (118.9)                                                |
| متوسط درجة الحرارة الكبرى °م (°ف)                           | 19.8 (67.6)                                                 | 22.0 (71.6)                                                 | 27.1 (80.8)                                                 | 33.9 (93.0)                                                 | 38.6 (101.5)                                                | 40.4 (104.7)                                                | 36.1 (97.0)                                                 | 35.0 (95.0)                                                 | 35.0 (95.0)                                                 | 32.9 (91.2)                                                 | 27.4 (81.3)                                                 | 21.6 (70.9)                                                 | 30.8 (87.4)                                                 |
| المتوسط اليومي °م (°ف)                                      | 12.8 (55.0)                                                 | 15.4 (59.7)                                                 | 20.5 (68.9)                                                 | 26.8 (80.2)                                                 | 31.2 (88.2)                                                 | 33.9 (93.0)                                                 | 31.5 (88.7)                                                 | 30.7 (87.3)                                                 | 29.7 (85.5)                                                 | 25.6 (78.1)                                                 | 19.5 (67.1)                                                 | 14.2 (57.6)                                                 | 24.3 (75.8)                                                 |
| متوسط درجة الحرارة الصغرى °م (°ف)                           | 5.9 (42.6)                                                  | 8.9 (48.0)                                                  | 14.0 (57.2)                                                 | 19.6 (67.3)                                                 | 23.7 (74.7)                                                 | 27.4 (81.3)                                                 | 26.9 (80.4)                                                 | 26.4 (79.5)                                                 | 24.4 (75.9)                                                 | 18.2 (64.8)                                                 | 11.6 (52.9)                                                 | 6.8 (44.2)                                                  | 17.8 (64.0)                                                 |
| أدنى درجة حرارة °م (°ف)                                     | −2.2 (28.0)                                                 | 0.0 (32.0)                                                  | 2.8 (37.0)                                                  | 10.0 (50.0)                                                 | 14.0 (57.2)                                                 | 18.0 (64.4)                                                 | 20.0 (68.0)                                                 | 19.0 (66.2)                                                 | 16.7 (62.1)                                                 | 8.3 (46.9)                                                  | 1.7 (35.1)                                                  | −1.1 (30.0)                                                 | −2.2 (28.0)                                                 |
| معدل هطول الأمطار مم (إنش)                                  | 23.0 (0.91)                                                 | 28.6 (1.13)                                                 | 41.2 (1.62)                                                 | 19.7 (0.78)                                                 | 22.4 (0.88)                                                 | 36.3 (1.43)                                                 | 202.1 (7.96)                                                | 163.9 (6.45)                                                | 61.1 (2.41)                                                 | 12.4 (0.49)                                                 | 4.2 (0.17)                                                  | 13.9 (0.55)                                                 | 628.8 (24.78)                                               |
| ساعات سطوع الشمس الشهرية                                    | 218.8                                                       | 215.0                                                       | 245.8                                                       | 276.6                                                       | 308.3                                                       | 269.0                                                       | 227.5                                                       | 234.9                                                       | 265.6                                                       | 290.0                                                       | 259.6                                                       | 222.9                                                       | 3٬034                                                       |
| المصدر #1: NOAA (1961-1990)                                 |                                                             |                                                             |                                                             |                                                             |                                                             |                                                             |                                                             |                                                             |                                                             |                                                             |                                                             |                                                             |                                                             |
| المصدر #2: PMD                                              |                                                             |                                                             |                                                             |                                                             |                                                             |                                                             |                                                             |                                                             |                                                             |                                                             |                                                             |                                                             |                                                             |

## السكان
الجماعات العرقية بالمدينة
بلغ عدد سكان المدينة 11,126,285 نسمة في 2017، بمعدل نمو سنوي قدره 4.07٪ منذ عام 1998. ومن ناحية الجنس فإن 52.35٪ من السكان هم من الذكور والبقية 47.64٪ من الإناث. لاهور هي مدينة شابة حيث أن أكثر من 40٪ من سكانها عم دون سن 15.

### العرق
كانت المجموعة العرقية الأكبر في المدينة في تعداد عام 2017 هي الآرين البنجابين التي شكلت 40% يليها الكشميريون بنسبة 30% ثم المجموعات أخرى مثل الراجبوت البنجابيين والكامبوه.
تجادل بعض الأحزاب القومية البشتونية بأن عدد البشتون في مدينة لاهور في تعداد عام 2017 قد قُلل من شأنه. فقد قدّر أمير بهادور خان، الأمين العام الإقليمي لحزب عوامي الوطني، عددهم بنحو 1.5 مليون نسمة. كما صرّح غول محمد ريجوال، عضو حزب بختونخوا ميلي عوامي، بأن عدد البشتون في المدينة يتجاوز المليون، منهم حوالي 300,000 شخص يقيمون داخل المدينة المسوّرة وحدها. ويُشير كلا السياسيين إلى أن معظم هؤلاء السكان انتقلوا إلى لاهور خلال العشرين عامًا الماضية، ويرتبط ذلك جزئيًا بعمليات النزوح القسري نتيجة للعمليات العسكرية في المناطق القبلية وغيرها. ومع ذلك، فإن كثيرًا من هؤلاء البشتون لا يُحتسبون في الإحصاءات الرسمية لأنهم لا يُعتبرون مقيمين دائمين في المدينة.

### الدين
يشكل المسلمون 95.2٪ من سكان المدينة، والمسيحيون (2.9٪)، والهندوس (1.2٪) والسيخ (0.6٪). هناك أيضًا مجتمع زرادشتي صغير. تحتوي لاهور على بعض أقدس المواقع السيخية لذا فهي مجح للسيخ. بنيت أول كنيسة في لاهور في عهد جلال الدين أكبر في أواخر القرن السادس عشر، ثم هدمها شهاب الدين شاهجهان في عام 1632. نظرا لقلة أعداد الهندوس الموجوديون في لاهور فيوجد فيها معبدين هندوسيين عاملين فقط هما شري كريشنا ماندير وفالميكي ماندير.
| الدين | 1868    | 1868   | 1881:520 | 1881:520 | 1891:68 | 1891:68 | 1901:44 | 1901:44 | 1911:20 | 1911:20 | 1921:23 | 1921:23 | 1931:26 | 1931:26 | 1941:32 | 1941:32 | 1951:13 | 1951:13 | 2017       | 2017  | 2023       | 2023   |
| الدين | تعداد   | %      | تعداد    | %        | تعداد | %       | تعداد   | %       | تعداد   | %       | تعداد   | % | تعداد | %       | تعداد | % | تعداد   | %       | تعداد      | %     | تعداد      | %      |
| --- | ------- | ------ | -------- | -------- | --- | ------- | ------- | ------- | ------- | ------- | ------- | --- | --- | ------- | --- | --- | ------- | ------- | ---------- | ----- | ---------- | ------ |
| الإسلام | 70,974  | 56.18% | 86,413   | 57.85%   | 102,280 | 57.83%  | 119,601 | 58.93%  | 129,801 | 56.76%  | 149,044 | 52.89% | 249,315 | 58.01%  | 433,170 | 64.49% | 817,236 | 96.22%  | 10,530,816 | 94.7% | 12,363,149 | 95.26% |
| الهندوسية | 40,551  | 32.1%  | 53,641   | 35.91%   | 62,077 | 35.1%   | 70,196  | 34.59%  | 77,267  | 33.79%  | 107,783 | 38.25% | 139,125 | 32.37%  | 179,422 | 26.71% | 1,760   | 0.21%   | 2,670      | 0.02% | 2,811      | 0.02%  |
| السيخية | 3,520   | 2.79%  | 4,627    | 3.1%     | 7,306 | 4.13%   | 7,023   | 3.46%   | 12,877  | 5.63%   | 12,833  | 4.55% | 23,477 | 5.46%   | 34,021 | data-sort-value="" style="background: #ececec; color: #2C2C2C; vertical-align: middle; text-align: center; " class="table-na" \| — | —       | —       | —          | 715   | 0.01%      |        |
| المسيحية \| data-sort-value="" style="background: #ececec; color: #2C2C2C; vertical-align: middle; text-align: center; " class="table-na" \| —         | —       | 529    | 0.35%    | 4,697    | 2.66% | 5,558   | 2.74%   | 8,436   | 3.69%   | 11,287  | 4.01%   | 16,875 | 3.93% | 21,495  | data-sort-value="" style="background: #ececec; color: #2C2C2C; vertical-align: middle; text-align: center; " class="table-na" \| — | — | 571,365 | 5.14%   | 602,431    | 4.64% |            |        |
| الجاينية \| data-sort-value="" style="background: #ececec; color: #2C2C2C; vertical-align: middle; text-align: center; " class="table-na" \| —         | —       | 227    | 0.15%    | 339      | 0.19% | 420     | 0.21%   | 467     | 0.2%    | 474     | 0.17%   | 791 | 0.18% | 1,094   | data-sort-value="" style="background: #ececec; color: #2C2C2C; vertical-align: middle; text-align: center; " class="table-na" \| — | — | —       | —       | —          | —     |            |        |
| الزرادشتية \| data-sort-value="" style="background: #ececec; color: #2C2C2C; vertical-align: middle; text-align: center; " class="table-na" \| —       | —       | —      | —        | 132      | 0.07% | 166     | 0.08%   | 198     | 0.09%   | 177     | 0.06%   | 150 | data-sort-value="" style="background: #ececec; color: #2C2C2C; vertical-align: middle; text-align: center; " class="table-na" \| — | —       | — | — | —       | —       | 77         | 0%    |            |        |
| اليهودية \| data-sort-value="" style="background: #ececec; color: #2C2C2C; vertical-align: middle; text-align: center; " class="table-na" \| —         | —       | —      | —        | 14       | data-sort-value="" style="background: #ececec; color: #2C2C2C; vertical-align: middle; text-align: center; " class="table-na" \| — | —       | 13      | 0.01%   | 13      | 0%      | 0       | data-sort-value="" style="background: #ececec; color: #2C2C2C; vertical-align: middle; text-align: center; " class="table-na" \| — | — | —       | — | — | —       | —       | —          |       |            |        |
| البوذية \| data-sort-value="" style="background: #ececec; color: #2C2C2C; vertical-align: middle; text-align: center; " class="table-na" \| —          | —       | —      | —        | 0        | 0% | 0       | 0%      | 128     | 0.06%   | 170     | 0.06%   | 14 | data-sort-value="" style="background: #ececec; color: #2C2C2C; vertical-align: middle; text-align: center; " class="table-na" \| — | —       | — | — | —       | —       | —          | —     |            |        |
| الجماعة الأحمدية \| data-sort-value="" style="background: #ececec; color: #2C2C2C; vertical-align: middle; text-align: center; " class="table-na" \| — | —       | —      | —        | —        | — | —       | —       | —       | —       | —       | —       | — | — | —       | — | — | —       | 13,433  | 0.12%      | 7,139 | 0.06%      |        |
| أخرى | 11,284  | 8.93%  | 3,932    | 2.63%    | 9 | 0.01%   | 0       | 0%      | 0       | 0%      | 0       | 0% | 0 | 0%      | 2,457 | 0.37% | 30,337  | 3.57%   | 1,701      | 0.02% | 2,339      | 0.02%  |
| مجموع السكان | 126,329 | 100%   | 149,369  | 100%     | 176,854 | 100%    | 202,964 | 100%    | 228,687 | 100%    | 281,781 | 100% | 429,747 | 100%    | 671,659 | 100% | 849,333 | 100%    | 11,119,985 | 100%  | 12,978,661 | 100%   |

### اللغة
لغات لاهور.
تُعد اللغة البنجابية اللغة الأم الأكثر انتشارًا في مدينة لاهور، حيث أشار تعداد باكستان لعام 2023 إلى أن 73.58٪ من سكان المدينة يعتبرونها لغتهم الأولى. وبذلك تُعد لاهور أكبر مدينة ناطقة بالبنجابية في العالم. كما أظهرت بيانات التعداد أن 21.1٪ من السكان يتحدثون الأردية، في حين يتحدث 2.06٪ البشتوية، و2.01٪ الميواتي، بينما تتوزع 2.78٪ من النسبة المتبقية بين اللغات الأخرى.
تستخدم اللغة الأردية والإنجليزية لغتين رسميتين. ولكن تدرس البنجابية أيضًا في الجامعات وتستخدم في المسارح والأفلام والصحف. طالب العديد من القادة التربويين البارزين والباحثين والمعلقين الاجتماعيين في لاهور باستخدام اللغة البنجابية في التعليم الابتدائي والاستخدام الرسمي في جامعة البنجاب.

## الاقتصاد
قُدر الناتج المحلي الإجمالي للمدينة (تعادل القوة الشرائية) بمبلغ 40 مليار دولار في عام 2008 بمتوسط معدل نمو متوقع يبلغ 5.6 بالمائة. تقدر مساهمة لاهور في الاقتصاد الوطني بحوالي 11.5٪ و19٪ في اقتصاد مقاطعة البنجاب. من المتوقع أن يصل إجمالي الناتج المحلي في لاهور إلى 102 مليار دولار بحلول عام 2025، مع معدل نمو أعلى قليلاً بنسبة 5.6٪ سنويًا، مقارنة بـ5.5٪ في كراتشي.
تضم المدينة تكتل صناعي كبير يضم حوالي 9000 وحدة صناعية، تحولت لاهور في العقود الأخيرة من التصنيع إلى الصناعات الخدمية. حيث يعمل حوالي 42٪ من القوة العاملة في البنوك والعقارات والخدمات الثقافية والاجتماعية. المدينة هي أكبر مركز لإنتاج البرمجيات والأجهزة في باكستان. لطالما كانت المدينة مركزًا للنشر حيث يطبع بها 80٪ من الكتب الباكستانية، ولا تزال المركز الأول للنشاط الأدبي والتعليمي والثقافي في باكستان. يعد مركز لاهور الدولي للمعارض أحد أكبر المشاريع في تاريخ المدينة وقد افتتاح في 22 مايو 2010. يتوقع أن يؤدي التطور السريع للمشاريع الكبيرة في المدينة إلى تعزيز اقتصاد البلاد.

### السياحة
لاهور وجهة سياحية رئيسة في باكستان. من أشهر معالمها المدينة المسورة أحد مواقع التراث العالمي لليونسكو التي رممت عام 2014. من المعالم السياحية الأخرى حصن لاهور وشيش محل وبوابة ألامجيري وجناح نولاكا ومسجد موتي وحدائق شاليمار وهي والحصن من مواقع التراث العالمي لليونسكو. في المدينة العديد من المواقع الدينية القديمة منها معابد معبد كريشنا وفالميكي ماندير الهندوسية. وسامادي رانجيت سينغ الذي بها الجرار الجنائزية للحاكم السيخ مهراجا رانجيت سينغ. أما المساجد فأشهرها مسجد بادشاهي الذي بني في عام 1673 وكان أكبر مسجد في العالم وقت إنشائه ومسجد وزير خان الذي بُني في عام 1635 ويشتهر بزخرفته المميزة.

في حين تعكس المدينة المسوّرة العراقة التاريخية لـلاهور، فإن مشاريع مثل منتجع ديفينس رايا للغولف تسهم في إبراز الوجه الحديث والمعاصر للمدينة، وتبرز المناطق السكنية الراقية في لاهور مثل جولبرغ ومدينة إقبال ونهر، والتي تشتهر بمرافقها الفاخرة وتخطيطها العمراني الحديث.

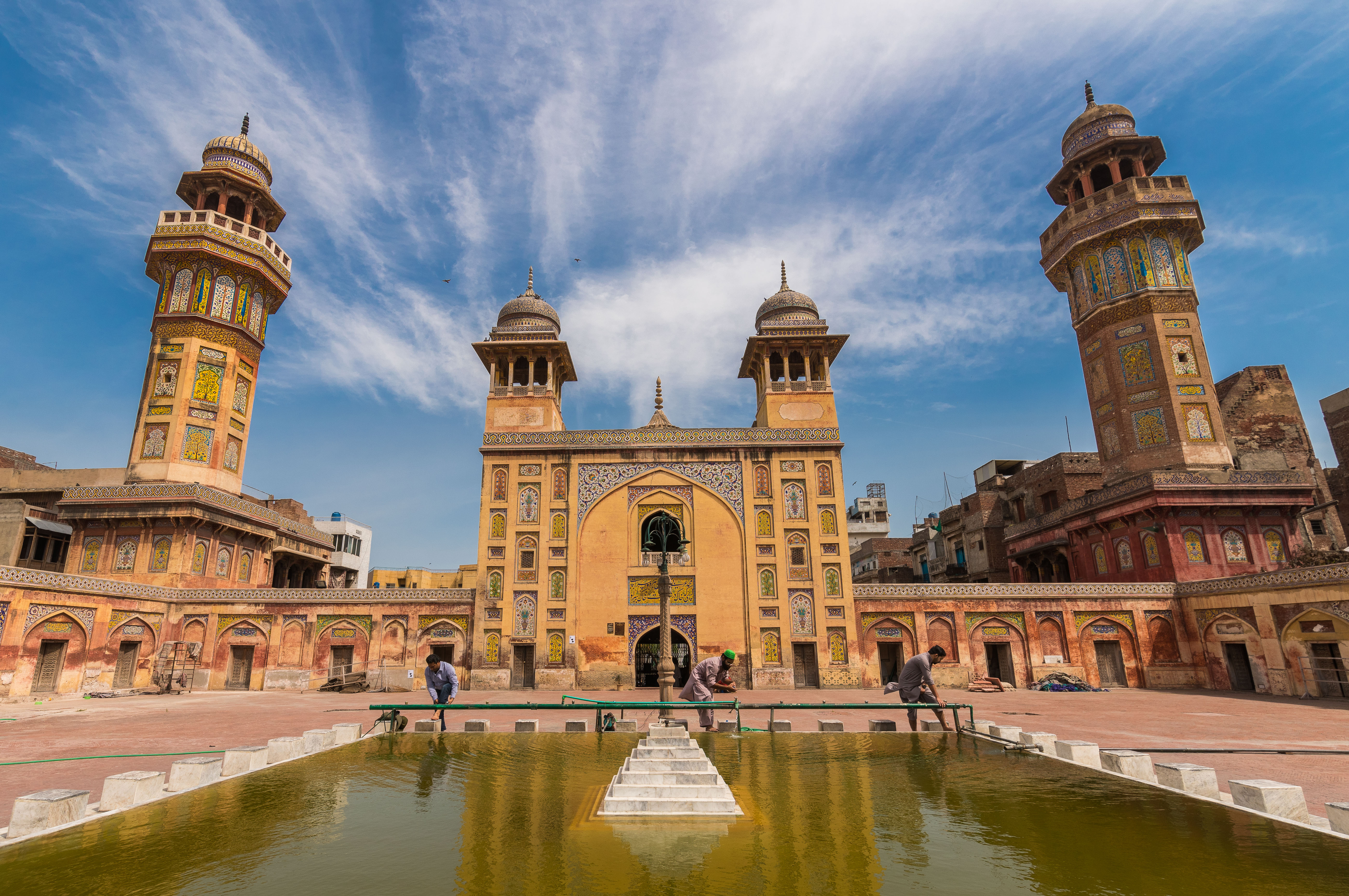
مسجد وزير خان
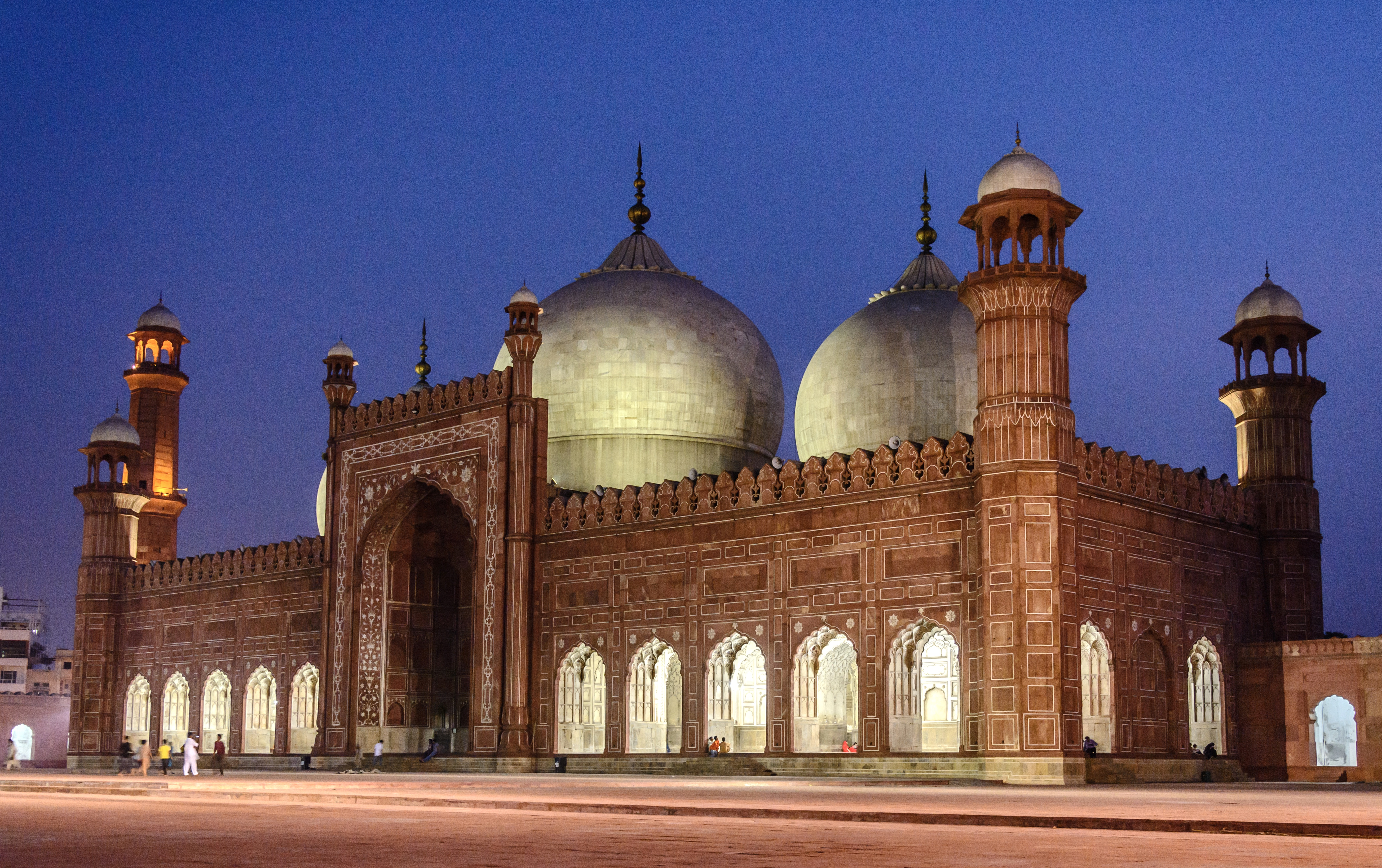
مسجد بادشاهي
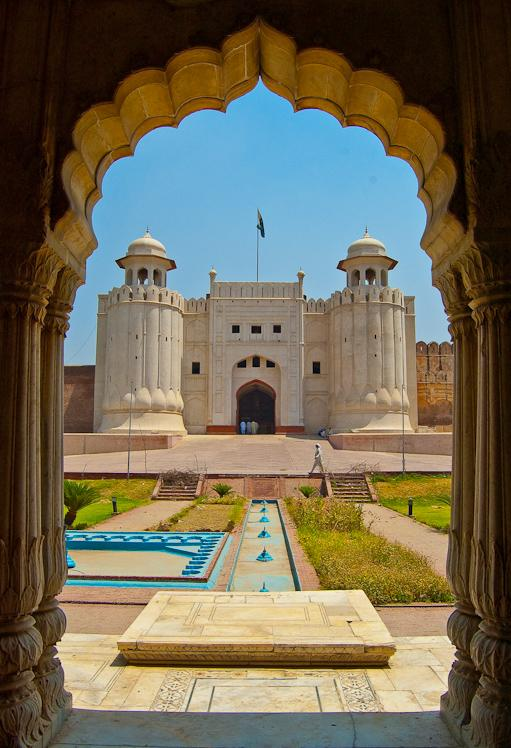
حصن لاهور
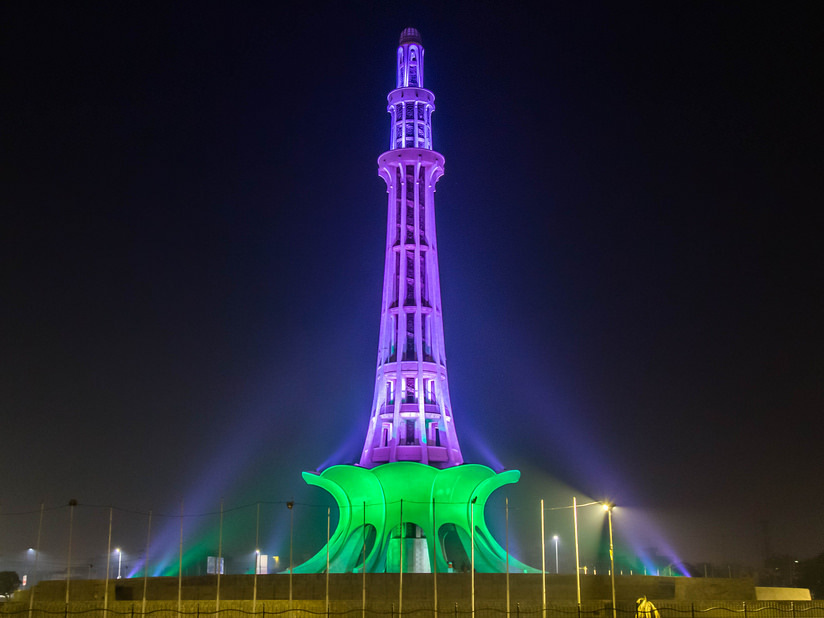
منارة باكستان في الليل
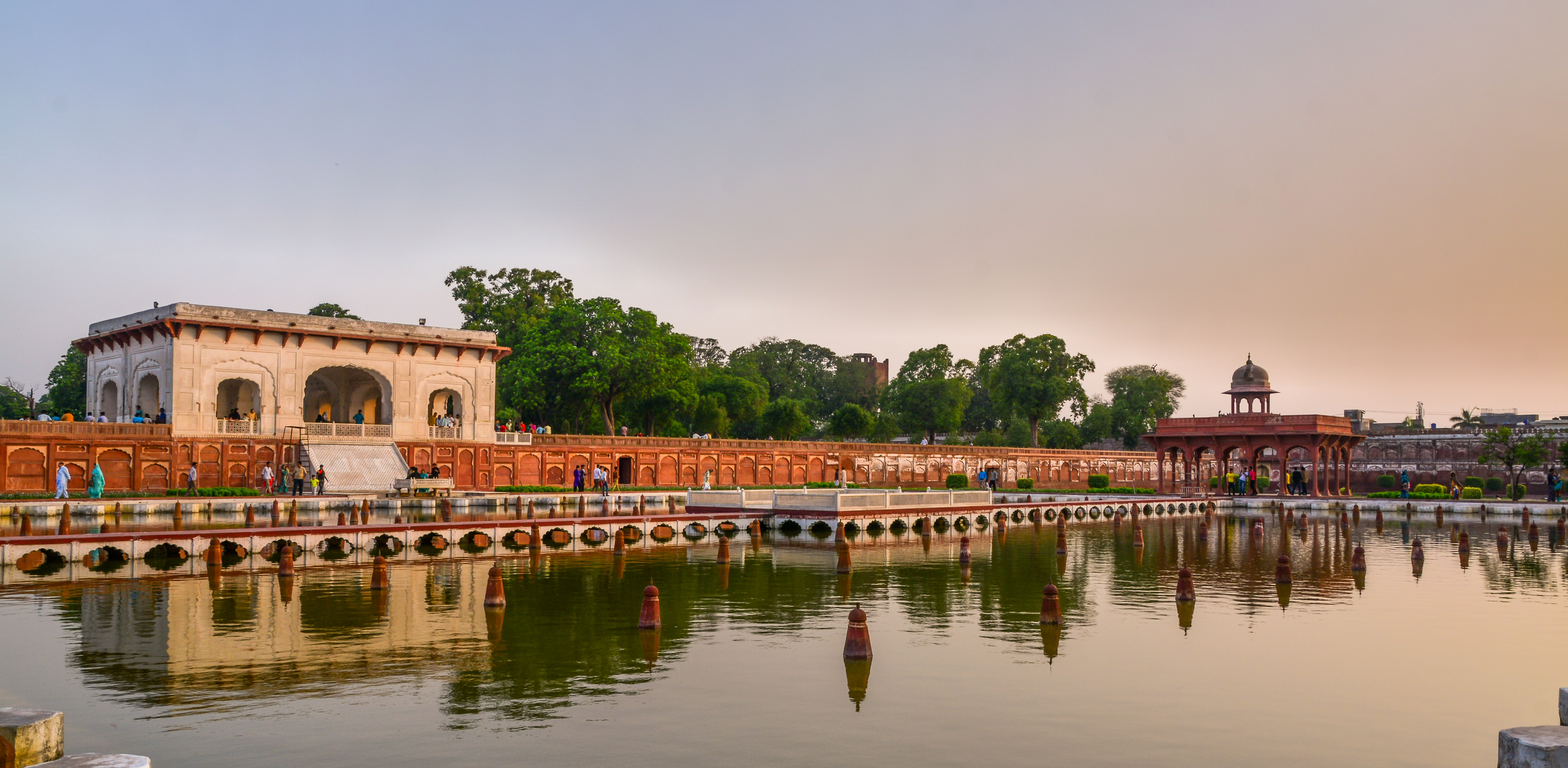
حدائق شاليمار

## الحكومة

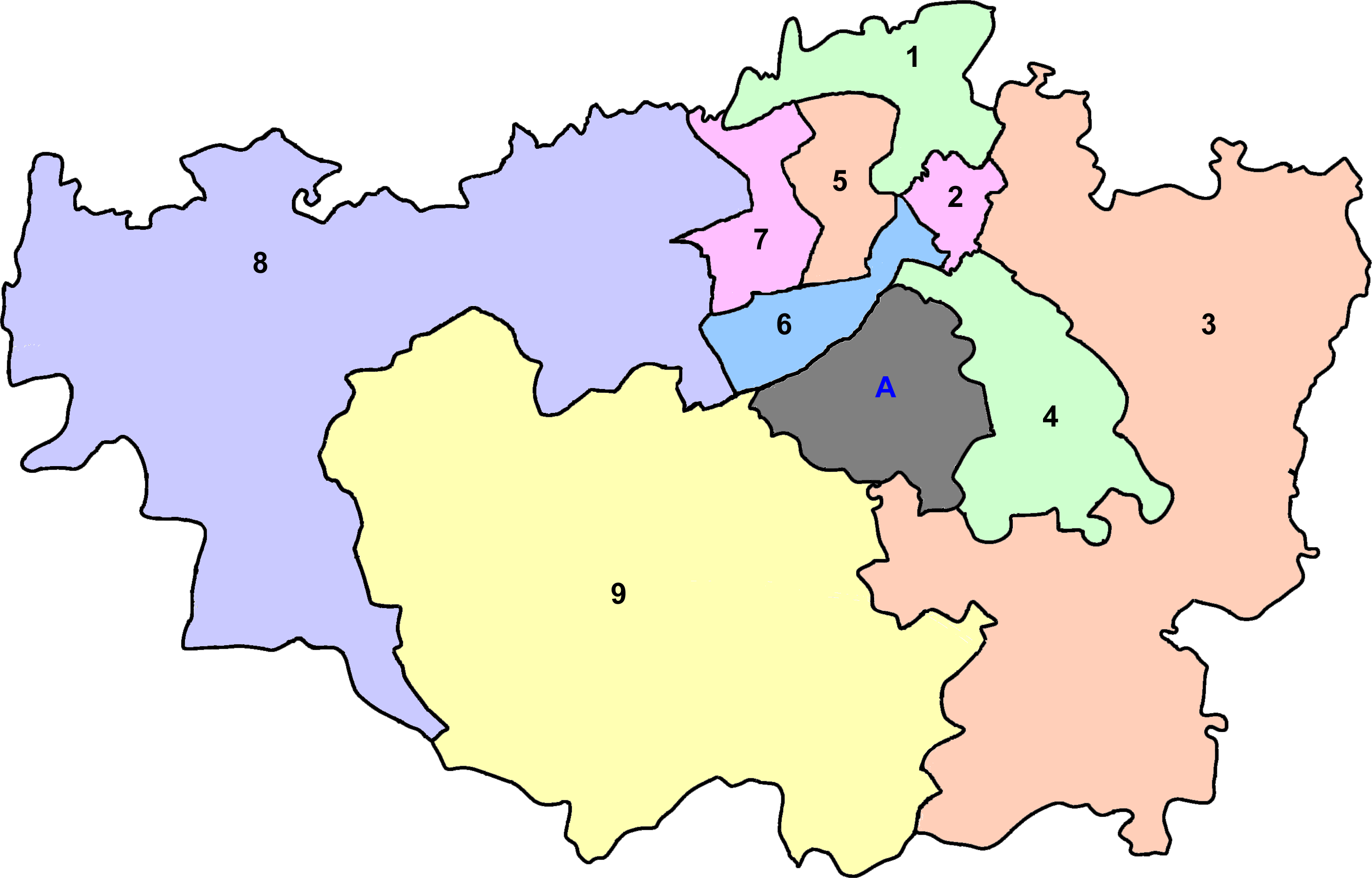
تحصيلات منطقة لاهور: 1- رافي، 2 - شاليمار، 3 - واغا، 4 - عزيز، 5 - بهاتي، 6 - داتا جونج بوكش، 7 - غلوبرغ، 8 - سمن آباد، 9- إقبال 10- نشتر، A. كانتون

بموجب قانون الحكم المحلي في البنجاب لعام 2013، فإن لاهور مدينة كبري وتخضع لسلطة مؤسسة منطقة لاهور الحضرية. المنطقة مقسمة إلى 9 مناطق، لكل منها نائب رئيس بلدية منتخب. تنقسم مدينة لاهور إلى 9 مناطق إدارية. تتكون كل منطقة من مجموعة من المجالس النقابية يبلغ عددها 274.

### الانتخابات
أسفرت انتخابات الحكم المحلي للمجالس النقابية لعام 2015 في لاهور عن النتائج التالية:
| الأحزاب                           | المقاعد |
| --------------------------------- | ------- |
| الرابطة الإسلامية الباكستانية (ن) | 229     |
| مستقلون                           | 27      |
| حركة الإنصاف الباكستانية          | 12      |
| حزب الشعب الباكستاني              | 1       |
| في انتظار النتائج                 | *5      |
| المجموع                           | 274     |

## النقل

### الباصات
يوجد في لاهور خدمة باصات سريعة. تعمل المركبات منخفضة الإشغال (LOVs) مثل الحافلات في جميع أنحاء المدينة.

### القطارات

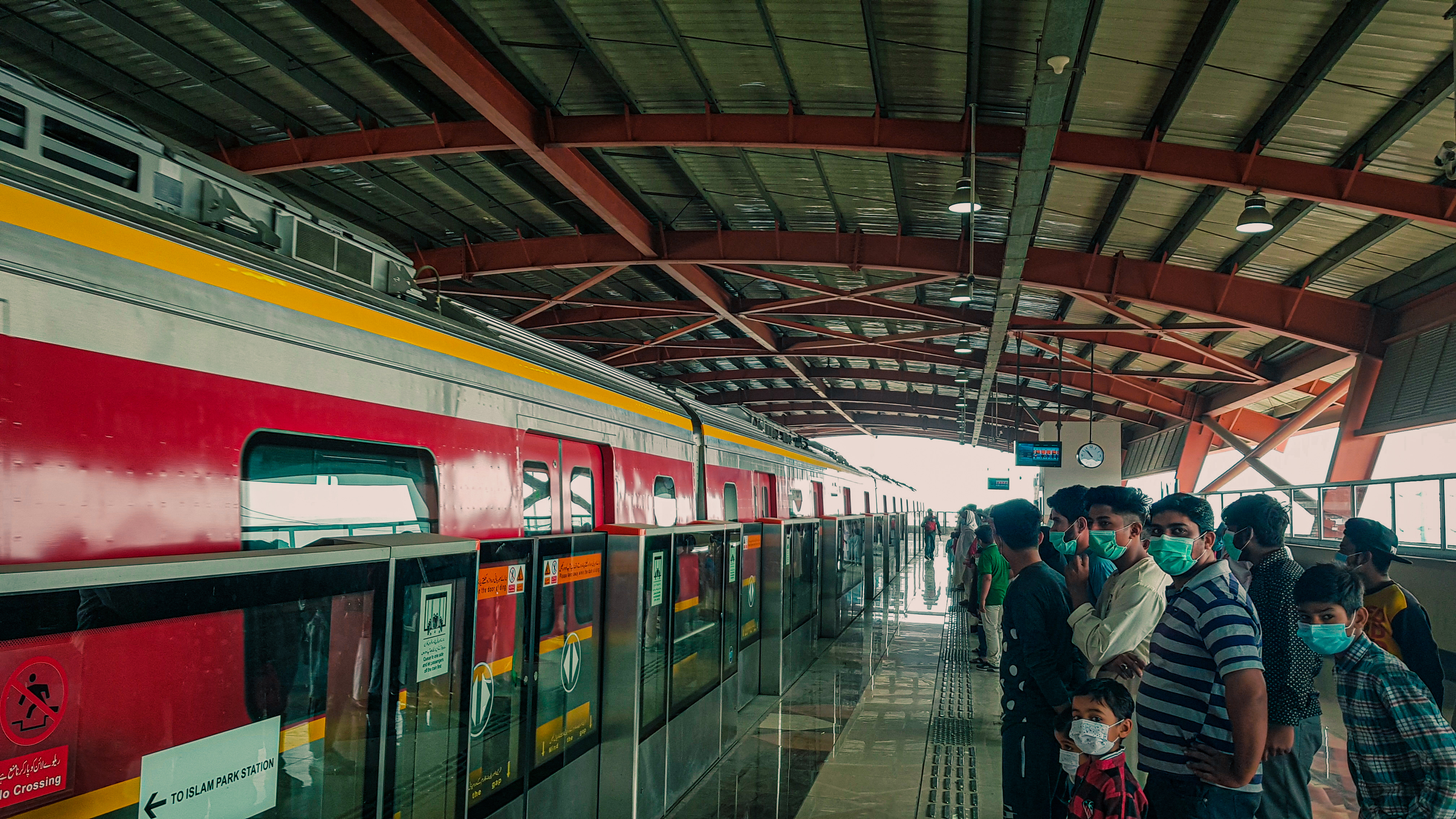
الخط البرتقالي لمترو لاهور

الخط البرتقالي هو أول الخطوط الثلاث المقترحة لمترو لاهور، هو الخط الرئيسي للمترو في المدينة اعتبارًا من عام 2020. يمتد الخط لمسافة 27.1 كم (16.8 ميل)، منها 25.4 كم (15.8 ميل) فوق الأرض و1.72 كم (1.1 ميل) تحت الأرض، بلغت تكلفته 251.06 مليار روبية (1.6 مليار دولار). في الخط 26 محطة (من محطة علي تاون إلى محطة ديرا جوجران) وصُمم لنقل أكثر من 250,000 راكب يوميًا. قدمت شركة CRRC Zhuzhou Locomotive أول قطار من أصل 27 قطارًا للمترو في 16 مايو 2017. تبلغ السرعة القصوى للقطار 80 كم/ساعة (50 ميل/ساعة). صممت العربات لتكون مقاومة للحرارة وقادرة على التعامل مع الجهد غير المستقر ومزودة بتكييف هواء موفر للطاقة. أُجريت التجارب التشغيلية الأولية بنجاح في منتصف عام 2018، وبدأت العمليات التجارية في 25 أكتوبر 2020.
الخط الأزرق هو خط مقترح يمتد لمسافة 24 كيلومترًا (15 ميل) من شوبورجي إلى بلدة كوليدج رود، وأيضا الخط الأرجواني المقترح ليمتد لمسافة 19 كيلومترًا (12 ميل) من بهاتي تشوك إلى مطار العلامة إقبال الدولي، وسيربط على طول مساره أماكن مثل طريق براندريث ومحطة السكك الحديدية وطريق العلامة إقبال ودارامبورا وطريق غازي.

### المطارات

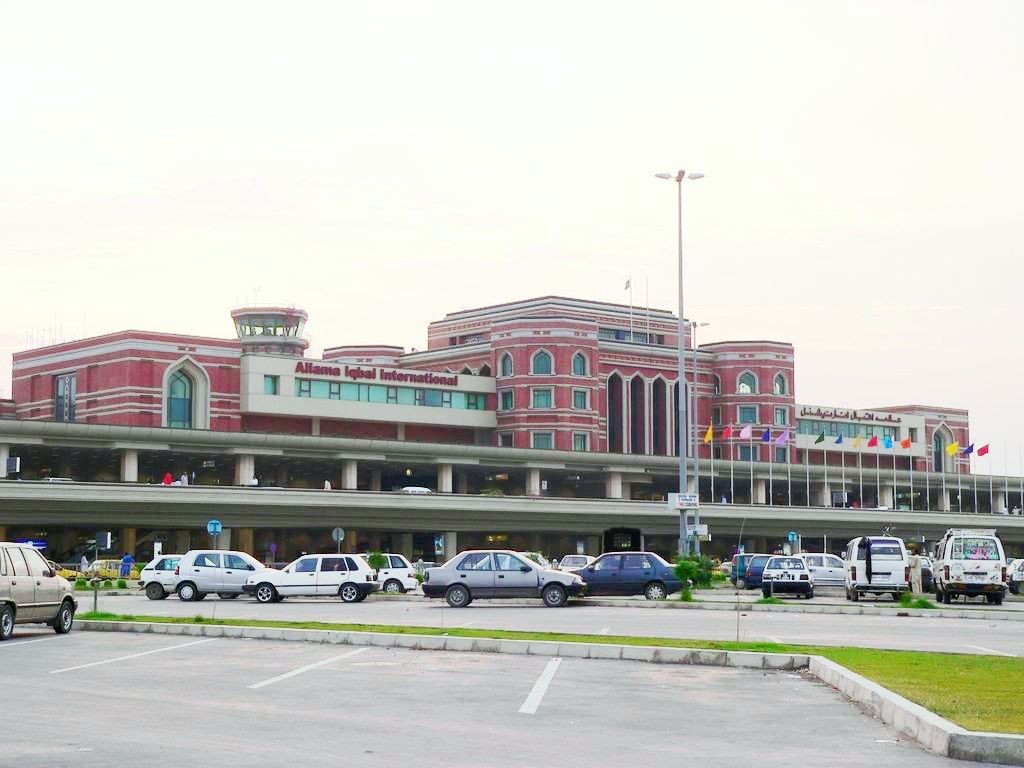
مطار العلامة إقبال الدولي

يعد مطار العلامة إقبال الدولي ثالث أكثر المطارات ازدحامًا في باكستان ويقع في المنطقة الشرقية من مدينة لاهور، افتتح مبنى ركاب جديد في عام 2003 بدلا من المبنى القديم الذي يستخدم الآن كصالة لكبار الشخصيات والحجاج. سُمي المطار تيمنًا بالشاعر والفيلسوف الوطني محمد إقبال، ويعتبر مركزًا ثانويًا للناقل الوطني الخطوط الجوية الدولية الباكستانية.

## المهرجانات
يحتفل سكان لاهور بالعديد من المهرجانات والفعاليات طوال العام منها الأعياد الإسلامية والبنجابية التقليدية والمسيحية والوطنية.
يزين الكثيرون منازلهم ويشعلون الشموع لإنارة الشوارع والمنازل في العطل الرسمية وقد تُضاء الطرق والمؤسسات لأيام عدة. يقيم بعض من سكان لاهور الموالد الصوفية فمثلا يجذب ضريح علي الحجويري، ما يصل إلى مليون زائر وضريح مادهو لال حسين وموالد أصغر من الأولى مثل أضرحة بيبي باك دامان وميان مير. يُحتفل بعيد الفطر وعيد الأضحى في المدينة بتزيين المباني العامة ومراكز التسوق بالأضواء.
يحتفل سكان لاهور بمهرجان بسنت البنجابي التقليدي الذي يحتفل به في قدوم الربيع، يسافر العديد من الناس من كل أنحاء البلاد للمشاركة في هذا الاحتفال السنوي. من تقاليد هذا المهرجان مسابقات الطائرات الورقية وتُزين قناة لاهور بالفوانيس. لكن حظرت المحاكم الطائرات الورقية بسبب الحوادث والأضرار التي لحقت بمنشآت الطاقة، رُفع الحظر ليومين في عام 2007 ثم أُعيد فرضه بعد وقوع حوادث أدت إلى وفاة 11 شخصًا. تُزين كنائس لاهور في احتفالات عيد الميلاد وعيد الفصح وتُزين مراكز التسوق والمباني العامة بمنشآت عيد الميلاد على أن المسيحيين يمثلون فقط 3٪ من إجمالي سكان لاهور في عام 2016.

## الجوائز
منحت حكومة باكستان علم خاص ووسام هلال الاستقلال لمدن لاهور وسرجودا وسيالكوت في عام 1966 تقديرًا لمقاومتها الشديدة للعدوان الهندي خلال الحرب الهندية الباكستانية في عام 1965. يُرفع هذا العلم سنويًا في يوم الدفاع، السادس من سبتمبر، في هذه المدن تكريمًا لإرادة وشجاعة ومثابرة سكانها.

## توأمة
- إسطنبول، تركيا (1975)[175]
- ساريوون، كوريا الشمالية (1988)[175]
- شيان، شنشي، الصين (1992)[175]
- كورتريك، بلجيكا (1993)[175]
- فاس، المغرب (1994)[175]
- بخارى، أوزبكستان [176]
- سمرقند، أوزبكستان (1995)[175]
- أمل، إيران (2010)[177]
- أصفهان، إيران (2004)[175]
- مشهد، إيران (2006–2012)[175]
- ليفربول، إنجلترا
- غلاسكو، إسكتلندا (2006)[175]
- شيكاغو، إلينوي، الولايات المتحدة (2007)[178]
- بلغراد، صربيا (2007)[175]
- كراكوف، بولندا (2007)[176]
- قلمرية، البرتغال (2007)[176]
- دوشنبه، طاجيكستان [176]
- قرطبة، إسبانيا (1994)[179]
- بوغوتا، كولومبيا [177]
- ريو دي جانيرو، البرازيل (2015)[180]

## أعلام
- الغورو رام داس
- غلام أحمد القادياني
- بهجت سنغ
- علي ظفر
- رانجيت سينغ
- نصر الدين مراد خان
- كبير بيدي
- شاه جهان
- نور جهان
- زيب النساء
- جهانكير
- طارق علي
- سلطان الراعي
- أبو الفضل بن مبارك